# Velká pardubická

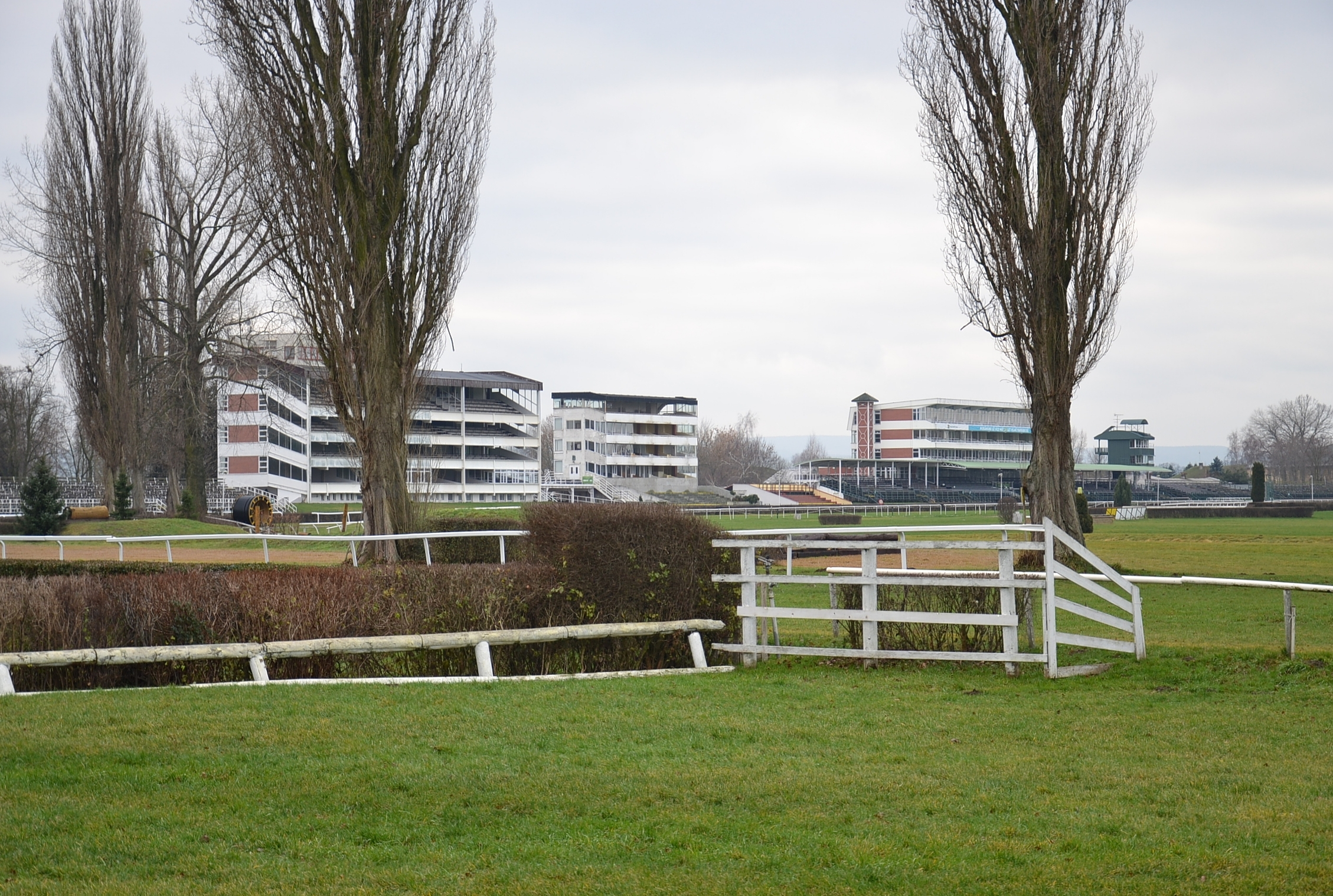
Pardubické závodiště

Velká pardubická (Velká pardubická steeplechase) je dostih typu steeplechase cross-country s více než stoletou tradicí, konající se jednou za rok na dostihovém závodišti v Pardubicích. Patří mezi nejtěžší dostihy v Evropě i na světě.

## Současnost
V současnosti se Velká pardubická steeplechase koná tradičně druhou říjnovou neděli. Dráha měří 6900 metrů a má celkem 31 překážek. Koně ji běží přibližně 9–10 minut. Na startu se setkává obvykle 15 až 20 koní. Účast je mezinárodní, nicméně převažují koně a jezdci z České republiky. Startovat mohou pouze šestiletí a starší koně, kteří se musejí kvalifikovat v alespoň jednom ze čtyř kvalifikačních dostihů nebo v dostizích mezinárodního poháru dostihů cross-country Crystal cup.

## Historie
Velká pardubická je sportovní událost s nejdelší sportovní tradicí v Česku; když se začala hrát fotbalová liga Československa, Velká pardubická steeplechase již za sebou měla padesát ročníků.
Historie Velké pardubické steeplechase je možné rozdělit do 5 charakteristických období:
1. 1874–1913 (do I. světové války): Vznik a rozvoj, dominance plnokrevných německých koní a anglických jezdců, velmi náročné podmínky, spíše nízký počet startujících
2. 1920–1937 (mezi světovými válkami): Další rozvoj, pestrá mezinárodní účast, zvyšování počtů startujících, převaha polokrevných koní, úspěchy jezdců a koní z Československa
3. 1946–1967 (od II. světové války do invaze): Častá změna trati a překážek, v první polovině účast téměř výhradně československých jezdců i koní, vysoký podíl polokrevných koní, pokles prestiže i náročnosti, po vzniku mezinárodního překážkového meetingu (1954) opětovné zvyšování mezinárodní účasti (ze zemí východního bloku) i kvality
4. 1969–1989 (od invaze do revoluce): Ustálení kursu a překážek, převaha polokrevných koní, převážně velmi nízká mezinárodní účast
5. 1990–současnost (od revoluce): zvýšení kvality a prestiže dostihu, zvyšování mezinárodní účasti, snaha o co nejvyšší bezpečnost

### Vznik
Na vzniku Velké pardubické steeplechase mají hlavní podíl dvě okolnosti – jednak obliba parforsních honů a jejich tradice na Pardubicku, jednak vznik Velké liverpoolské steeplechase.
Parforsní hony byly v 18. a 19. století módní společenskou zábavou vyšší šlechty po celé Evropě. Při tomto původem francouzském způsobu honu šlechtici oblečení do barevných kabátců na koních se smečkou psů pronásledovali zvěř a překonávali přitom různé přírodní překážky. V 19. století v Anglii nabyly parforsní hony podobu sportu, kde již nebylo cílem zabít zvěř, ale prokázat jezdecké umění při projížďce napříč krajinou.
První parforsní hon v Českých zemích uskutečnil roku 1836 na svém chlumeckém panství hrabě Oktavián Josef Kinský. V roce 1841 založil kníže František z Lichtenštejna v Pardubicích Parforsní společnost. Krajina Pardubicka měla k tomu velmi příhodný charakter anglického parku. Zdejší parforsní hony konané každý rok na podzim získaly takový věhlas, že v 70. letech 19. století se na ně sjížděli šlechtici z celé Evropy, včetně Anglie, a zasloužili se o velký hospodářský rozmach a význam Pardubic. Tradice parforsních honů na Pardubicku skončila až se začátkem I. světové války.
Již od začátku začaly program honů v Chlumci i Pardubicích doplňovat i překážkové a rovinné dostihy.
Velká liverpoolská steeplechase (Grand National) je nejstarším a nejslavnějším dostihem v Anglii, zemi vzniku dostihů. Velká liverpoolská steeplechase se poprvé konala roku 1836 a od začátku byla považována za prestižní dostih pro svou mimořádnou náročnost. Obliba dostihů coby sportu se po napoleonských válkách rychle šířila Evropou. Po dlouhou dobu však kromě Anglie neexistovalo mnoho míst, kde by šlechtici mohli své koně na tak náročný dostih připravovat.
Současně se vznikem Velké liverpoolské steeplechase začaly v Čechách vznikat jezdecké spolky a pořádat dostihy, a to především v okolí Chlumce nad Cidlinou, Pardubic a Prahy. Dnešní Dostihové závodiště v Pardubicích vzniklo roku 1856 díky pardubické Parforsní společnosti a Českému spolku pěstitelů koní. V roce 1874 se členové Parforsní společnosti rozhodli uspořádat dostih, který by byl zcela odlišný od všech ostatních dostihů na kontinentální Evropě, srovnatelný s Velkou liverpoolskou steeplechase. Kvůli tomu však museli na závodišti v Pardubicích vytvořit zcela novou trať s množstvím nových překážek. Hlavní zásluhu na vybudování trati a organizaci měli hrabě Maxmilián Ugarte, hrabě Emil Egon Fürstenberg a hrabě Oktavián Josef Kinský.
Tento nový dostih, který dostal název Velká pardubická steeplechase, byl uspořádaný 5. listopadu 1874. Odměna pro vítěze bylo vysokých 11.700 florintů (tj. zlatých)
.
Na startu stálo 14 koní, dostih dokončilo pouhých 7 koní (podle jen 6 koní, ale jen 4 bez úrazu). Dostih měl i první oběť – hřebec Strizzel si při něm zlomil vaz. Průběh dostihu a výsledek vzbudily obrovský ohlas po celé Evropě.

### Vývoj
Od svého vzniku roku 1874 se Velká pardubická steeplechase konala každý rok s výjimkou roků 1876 a 1908 pro nepřízeň počasí, let 1914–1919 I. světové a 1938–1945 II. světové války a roku 1968 kvůli invazi vojsk Varšavské smlouvy do Československa.
Za dlouhou dobu své existence prošel dostih mnoha změnami – měnil se kurs, překážky, úroveň dostihu, ale i společenské zvyklosti.
V nejstarším období byla Velká pardubická steeplechase závodem napříč krajinou, který naplno využíval místní terén. Ten tvořila hrubě obdělávaná málo úrodná políčka, bažinatá půda, les, potok a soustava odvodňovacích příkopů. Přírodní překážky byly doplněny několika umělými dřevěnými. Prvořadé bylo zemědělské využití, závody koní se musely podřizovat. Postupem času získávaly dostihy na důležitosti, především kvůli rozrůstajícímu se cestovnímu ruchu, který zajišťovali bohatí majitelé koní, jezdci a rozrůstající se počet diváků. Na závodišti postupně vznikaly tribuny pro diváky i zázemí pro koně a jezdce. Závodiště postupně prošlo několika velkými přestavbami. Dnešní závodiště tak spíše připomíná francouzský park plný pečlivě zastřižených živých plotů s bíle natřeními břevny, pečlivě udržovaným trávníkem, umělými vodními překážkami a velmi komfortním zázemím.
V současném kurzu Velké pardubické steeplechase (tj. roku 2024 včetně) se stále nachází 13 překážek, které vznikly již v roce 1877: čísla 1–6, 18–22, 25–27 (přičemž č. 20 a 21, tj. Velké zahrádky se počítají za jednu překážku). Start se nachází na stále stejném místě již z doby prvního ročníku, 1874.
Na vývoj úrovně a prestiže dostihu měla velký vliv výše jeho dotace. Cena pro vítěze v prvních ročnících se skládala hlavně ze zápisného jednotlivých startujících. O něco později tvořily velkou část dotace příjmy ze vstupného. Za doby komunistického režimu byl dostih plně dotovaný státem. Po pádu režimu roku 1989 až dodnes (tj. roku 2024) se o náklady a dotaci dostihu zasluhují sponzoři (velké společnosti, finanční instituce a výjimečně musely financování převzít i státní instituce).
Velké pardubické steeplechase hrozil několikrát i zánik. Patrně nejohroženější byla na konci II. světové války, po které zůstalo závodiště silně poškozené a z části zastavěné, a po němž následoval komunistický převrat 1948. Naopak v roce 1954 došlo ke vzniku Mezinárodního překážkového meetingu, který předznamenal pro Velkou pardubickou steeplechase dobu určité renesance. Meeting společně založili organizace socialistických a lidově-demokratických států. Jako místo konání byly vybrány Pardubice a první ročník se konal roku následujícího, tj. 1955. Meeting obsahoval kromě Velké pardubické steeplechase celou řadu jiných dostihů. Účastnili se jej koně a jezdci především ze Sovětského svazu, z Bulharska, Maďarska, Německé demokratické republiky, Polska, Rumunska, dále pak v menším zastoupení z Anglie, Francie a po jednom účastníku z USA a Švýcarska. Zahraniční startující svým počtem nezřídka převyšovali počet tuzemských účastníků. Celkový počet startujících ve všech dostizích meetingu se v některých letech přiblížil číslu 200. Od vzniku meetingu po mnoho let dominovali dostihům v Pardubicích sovětští jezdci a koně.
Druhé největší ohrožení představovaly patrně protesty ochránců zvířat a aktivistů v letech 1990–1993. Protestů se účastnilo i mnoho cizinců a především roku 1992 měly závažný průběh (policie musela řešit výhrůžky výbuchem bomby v hledišti, někteří aktivisté vtrhli na dráhu, což vedlo i několika pádům koní a jezdců). Kvůli protestům dostihy v Pardubicích ztratily své dosavadní sponzory a žádný nový se nechtěl ze strachu na financování podílet. Tehdy Velkou pardubickou steeplechase zachránil vznik Dostihového spolku a.s., který společně založilo 45 podnikatelů z Pardubicka. Dostihový spolek si Pardubické závodiště dlouhodobě pronajal, navrhl a provedl úpravy překážek (mimo jiné zmenšení hloubky Velkého Taxisova příkopu z 2 m na 0,8 m) a zpřísnil kvalifikační podmínky i samotná pravidla. Na dotaci dostihu se pak složili velcí podnikatelé a banky z východních Čech. Dostihový spolek drží nad dostihem záštitu doposud (tj. do roku 2024), i když jeho složení se často měnilo. Sponzorství se v letech 1990–2018 (s výjimkou 1992) ujala Česká pojišťovna, od roku 2019 dosud (tj. 2024) je hlavním partnerem Velké pardubické steeplechase Pojišťovna Slavia.
Celosvětově jedinečným prvkem pardubického dostihového závodiště a Velké pardubické steeplechase je oranice. Do I. světové války šlo o poměrně hlubokou orbu, která navíc bezprostředně přiléhala k některým z překážek. Běh v ní byl pro koně velmi obtížný a vysilující, především pak v oranici rozmoklé dešti. V průběhu historie podíl oranice postupně ubýval – v prvních desetiletích tvořila přibližně 1/2 délky trati, po té podíl klesl na 1/3 a často kolísal. Dnes (tj. v roce 2024) oranice tvoří přibližně 1/4 délky trati. Navíc současnou oranici tvoří z důvodu bezpečnosti spíše zemina bez osetí než skutečně zoraná půda, která je kolem překážek prostřídána trávníkem. I díky tomu bývá současné tempo běhu koní mnohem vyšší než v předchozích obdobích.
Autoři několika monografií o Velké pardubické steeplechase se shodují, že závažných zranění postupně přibývá především proto, že překážky i trať je možné zdolávat čím dál vyšší rychlostí, kterou paradoxně dovolují bezpečnostní úpravy provedené za několik posledních desítek let. Podle jejich názoru ztratil dostih na sportovním duchu a jezdecké umění ustoupilo pouhé rychlosti koní.

#### Historické milníky
- 1874 – první ročník
- 1877 – změna trasy, přidání překážek
- 1881 – nejstarší dochovaný (neoficiální) čas vítěze
- 1885 – na závodišti poprvé přijímali sázky bookmakeři (tj. soukromí sázkoví podnikatelé[28])
- 1895 – rozvoj programu z jednoho do dvou dnů
- 1897 – další rozšíření programu ze dvou do tří dnů
- 1902 – poprvé zvítězil český jezdec: Ulrich Rosák s hřebcem Jour Fix[6]
- 1903 – první dochovaný oficiální čas vítěze
- 1909 – nejnižší počet startujících: pouze 3, žádný z nich dostih nedokončil v časovém limitu
- 1910 – Rozdělení hlavního dostihu na dva: Velkou pardubickou steeplechase (pro profesionální a amatérské jezdce) a Pardubickou steeplechase armády (pro důstojníky jezdectva). Oba dostihy měly zcela stejný kurs, překážky i dotaci.
- 1914 až 1919 – přerušení, I. světová válka
- 1927 – úmrtí hned 4 koní na trati, první účast ženy-jezdkyně: Lata Brandisová s klisnou Nevěstou
- 1930 – první rozhlasový přenos ze závodiště
- 1937 – první vítězství ženy-jezdkyně: Lata Brandisová s klisnou Normou
- 1938 až 1945 – přerušení, II. světová válka
- 1946 – rozsáhlé opravy zchátralého a rozbombardovaného závodiště, změna kurzu, rekordní počet diváků: 60 000
- 1948 – poprvé bez mezinárodní účastni (v důsledku komunistického převratu v Československu[2])
- 1952 – změna trasy (mimo jiné zrušení jižního oblouku vedoucího za tribunami) a navazující přečíslování překážek
- 1955 – první ročník Mezinárodního překážkového meetingu, dvoudenní program, silná mezinárodní účast
- 1957 – prodloužení trati o 400  metrů kvůli zjištěné odchylce, vložení jedné překážky: 10a – Prodloužený Taxisův příkop
- 1969 – poprvé se prováděli antidopingové testy[2] (pouze u koní umístěných na prvních místech[9]), v rámcovém programu uspořádán první dostih ve spolupráci s Mezinárodní federací amatérů Fegentri (International Federation of Gentlemen and Lady Riders)[9]
- 1979 – největší hromadný pád: 14 koní z 19 na velkém Taxisově příkopu
- 1985 – zavedení podmínek pro kvalifikaci, zpřísnění pravidel a úpravy některých překážek coby nápravné opatření za závažný hromadný pád z předešlého roku, který zavinila nezkušenost většiny jezdců
- 1990 – první ročník po pádu komunistického režimu, první protesty ochránců zvířat (trvající až do roku 1993)
- 1992 – divoké protesty ochránců zvířat a aktivistů (vyhrožování bombovým atentátem, střety s policií na závodní dráze), založení Dostihového spolku a provedení rozsáhlých změn pro zajištění bezpečnosti koní (i jezdců).[25][10][29]
- 1993 – zatrubnění potoka protékajícího závodištěm a nahrazení historických odvodňovacích příkopů umělými vodními překážkami, u některých překážek zrušení suchých příkopů[25]
- 1998 – změna trati v úseku od překážky č. 28 (včetně), posunutí místa cíle a změna směru cílové rovinky
- 2006 – zatopení závodiště po silných bouřkách, přebudování všech vodních překážek na výrazně modré bazénky, aby koně bez problémů rozeznali jejich hrany[30]
- 2016 – zpětná diskvalifikace vítězného Nikase a Marka Stromského (s odstupem několika týdnů od dostihu) na základě stopového množství zakázaných látek v krvi koně (o záměrný doping se nejednalo)[31]
- 2020 – poprvé zcela bez účasti diváků vinou celosvětové pandemie nemoci covid-19[32]
- 2024 – poprvé v historii závod skončil „mrtvým doběhem“ a byli vyhlášeni dva vítězové[33]

#### Změny kurzu dostihu
Historie dostihu je velmi úzce spjatá s historií dostihového závodiště v Pardubicích. Závodiště, a tedy i kurs dostihu prošel 6 hlavními etapami:
1. 1874–1875 – Původní kurs, 5800 až 6400 metrů[34], 24  překážek, navrhl Oktavián Zdenko Kinský
2. 1877–1937 – Úprava trasy pro lepší výhled diváků (vstupné byl hlavní zdroj financí pro dotaci dostihu). 6.900 metrů (průměr z 3 měření 6.800 až 7.100 metrů), 29  překážek, navrhli princ Alexander Thurn-Taxis, hrabě Oktavián Zdenko Kinský a baron Felix Aehrental.
3. 1946–1951 – Opravy po bombardování za II. světové války, přeložení jednoho ze dvou vnějších oblouků dovnitř závodiště, na kterém byla německou armádou postavena přistávací plocha a vrakoviště letadel. Délku trati prameny neuvádí, 30 překážek (nové odpovídaly charakterem těm původním), autory přestavby byly podplukovník Václav Procházka a správce závodiště Antonín Kruliš.
4. 1952–1956 – Přeložení druhého vnějšího oblouku dovnitř závodiště kvůli rozšíření pardubického letiště, které tehdy sloužilo výhradně armádě. Délka patrně 6.500 metrů (nedopatřením), 30 překážek. Autorem přestavby byl správce závodiště Zdeněk Teplý-Widner.
5. 1957–1997 – Oprava chybné délky trati vzniklá při předešlých změnách (400 m) a vložením nové překážky (10a, prodloužený Taxisův příkop). Délka 6.900 metrů, 31 překážek
6. 1998–současnost – Přesunutí cíle blíže nově vybudované centrální tribuně. Kvůli tomu došlo k přesunutí překážek 28–30 a otočení cílové rovinky (dříve zleva doprava, nyní zprava doleva).

V rámci jednotlivých etap však docházelo k dílčím změnám jednotlivých překážek. Obtížnost trati pak každý rok výrazně ovlivňuje počasí.
Dle byla trať v letech 1985–1988 (včetně) o přibližně 80 metrů kratší a neobsahovala překážku č. 6 (Popkovický skok). Ostatní zdroje se však o tomto zkrácení nezmiňují.

#### Změny podmínek účasti a předpisů
- 1874 – první ročník, systém handicap (Tj. určení zátěže, kterou musí koně nést, odborníkem (handicaperem) pro každého koně zvlášť. Zátěž se určí na základě předchozích výsledků koně, aby všichni měli stejnou naději na vítězství)
- 1877 – stanovení nejnižší váhy, kterou mají koně nést: 65 kg
- 1880 – povolení startu koním ze všech zemí a jakéhokoli věku
- 1904 – stanovení časového limitu[35]
- 1920 – stanovení nejvyšší přípustné váhy, kterou mohou koně nést: 82,5 kg[36]
- 1923 – změna systému zátěže, kterou musí koně nést, z handicap na předepsanou váhu podle věku koně: 4 roky: 60 kg, 5 let: 66 kg, 6 a více let: 67 kg
- 1929 – zvýšení předepsané váhy, kterou musí koně nést: 4 roky: 63,5 kg, 5 let: 69,5 kg, 6 a více let: 70,5 kg[36]
- 1950 – předepsání podmínek pro startující: umístění v alespoň dvou dostizích steeplechase, věk alespoň 6 let,[36], změna předepsané váhy, kterou musí koně nést: 70,5 kg
- 1954 – zvýšení předepsané váhy, kterou musí koně nést: 72,5 kg
- 1977 – nová, přísnější pravidla (obsahující mimo jiné zákaz jakékoli pomoci s nasedáním jezdcům při pádu)
- 1985 – zpřísnění podmínek pro kvalifikaci coby nápravné opatření proti opakování závažného hromadného pádu roku 1984. Pád způsobili jezdci svou nekázní a nezkušeností a měl 3 oběti na životech.
  - podmínka absolvovat alespoň 2 kvalifikační dostihy bez chyby (tj. bez pádu a bez vyloučení z dostihu)
  - podmínka umístit se do 5. místa v alespoň jednom z kvalifikačních dostihů
  - (Zpřísnění pravidel doplňovalo i částečné upravení překážek)
- 1989 – zmírnění podmínek pro kvalifikaci[25]
- 1993 – zpřísnění podmínek pro kvalifikaci i pravidel dostihu (mimo jiné zákaz nasednutí po pádu koně či jezdce) coby reakce na opakované a násilné protesty aktivistů

#### Změny zvyklostí
Až do poslední čtvrtiny 20. století bylo běžnou součástí dostihu po pádu koně či jezdce opětovně nasednout a pokračovat (nebyl-li kůň zraněný nebo neutekl-li jezdci). Přejít celou trať bez pádu bývalo výjimečné. Například roku 1920 nedokázal překonat velký Taxisův příkop bez pádu žádný ze startujících. Roku 1926 zvítězili Lady Anne a Rudolf Popler i přes 4 pády v průběhu dostihu. Roku 1955 utrpělo 20 startujících v součtu 43 pádů. Ještě v 70. letech 20. století je možné na dobových fotografiích vidět dobrovolníky stojící u jednotlivých překážek, kteří pomáhali jezdcům po pádu chytat jejich koně, aby mohli v závodu pokračovat. Dokonce pravidla dovolovala, aby v dostihu pokračoval i jiný jezdec, ovšem pouze v případě, že jeho hmotnost byla vyšší než hmotnost původního jezdce.
Opětovné nasednutí a pokračování v dostihu začala pravidla zakazovat v roce 1993 (coby jedno z bezpečnostních opatření po protestech ochránců zvířat a aktivistů). Kromě toho je pádů v důsledku bezpečnostních úprav z posledních desetiletí o tolik méně a tempo tak vysoké, že časovou ztrátu by už nebylo možné dohnat.
Do I. světové války nebylo považováno za správné, aby v jednom dostihu soupeřili armádní důstojníci spolu s jezdci profesionály či amatéry. Tento názor měl takovou váhu, že roku 1911 byl vítězný jezdec Egan Krieger, německý poručík, od svého velitele potrestán 3 dny vězení, neboť se účastnil dostihu spolu s profesionálními jezdci. V letech 1912 a 1913 byl hlavní dostih dokonce rozdělen na dva identické: Pardubickou steeplechase armády výhradně pro armádní jezdce a Velkou pardubickou steeplechase, které se mohli účastnit pouze profesionálové a amatéři. Oba dostihy měly stejnou trať, stejné překážky i stejnou dotaci.
Dalším z dnešního pohledu nečekaným zvykem bylo, že mnozí majitelé své koně mimo dostihovou sezónu používali na práci v zemědělství, v lese nebo pro tahání kočárů. Mezi takové koně patřili například Junák (vítěz 1953) Ferdinanda Palyzy či Pohanka (vítězka z roku 1931) Zdenko Radslava Kinského. Některým úspěšným dostihovým koním se tato činnost stala povoláním po konci jejich dostihové kariéry – například Ben Hurovi (vítězi roku 1929) po zranění nohy při svém posledním dostihu.

#### Vývoj dotace dostihu
Výše dotace v následující tabulce pochází z dostupných zdrojů. POZOR: Mnohé údaje literatura neuvádí, proto závěrečné roky jednotlivých období musely být někde extrapolovány.
| Období          | 1. místo     | 2. místo     | 3. místo   | 4. místo   | 5. místo    | 6. místo   | 7. místo   | Celková dotace |
| --------------- | ------------ | ------------ | ---------- | ---------- | ----------- | ---------- | ---------- | -------------- |
| 1874            | 11 700 fl    | 400 fl       | —          | —          | —           | —          | —          | 12 100fl       |
| 1881            | 3125 fl      | 125 fl       | — fl       | —          | —           | —          | —          | 3250 fl        |
| 1890            | 7000 fl      | 1000 fl      | 500 fl     | —          | —           | —          | —          | 8 500 fl       |
| 1891            | 7000 fl      | 1000 fl      | 500 fl     | —          | —           | —          | —          | 8 500 fl       |
| 1895            | 20 000 K     | 3000 K       | 2000 K     | —          | —           | —          | —          | 25 000 K       |
| 1896–1901       | ? K          | ? K          | ? K        | ? K        | —           | —          | —          | 18 000 K       |
| 1902–1909       | 15 000 K     | 2500 K       | 1500 K     | 1000 K     | —           | —          | —          | 20 000 K       |
| 1910            | ? K          | ? K          | ? K        | ? K        | —           | —          | —          | 30 000 K       |
| 1911–1913       | ? K          | ? K          | ? K        | ? K        | —           | —          | —          | 25 000 K       |
| 1920–1923       | 30 000 Kčs   | 10 000 Kčs   | 5 000 Kčs  | 2 500 Kčs  | —           | —          | —          | 47 500 Kčs     |
| 1924            | ? Kčs        | ? Kčs        | ? Kčs      | ? Kčs      | —           | —          | —          | 28 500 Kčs     |
| 1925-1926       | ? Kčs        | ? Kčs        | ? Kčs      | ? Kčs      | —           | —          | —          | 22 000 Kčs     |
| 1927            | ? Kčs        | ? Kčs        | ? Kčs      | ? Kčs      | —           | —          | —          | 67 500 Kčs     |
| 1928            | ? Kčs        | ? Kčs        | ? Kčs      | ? Kčs      | –           | –          | –          | 82 500 Kčs     |
| 1929–1937       | 80 000 Kčs   | 16 000 Kčs   | 8 000 Kčs  | 4 000 Kčs  | –           | –          | –          | 108 000 Kčs    |
| 1947            | 150 000 Kčs  | 60 000 Kčs   | 40 000 Kčs | 30 000 Kčs | 20 0000 Kčs | –          | –          | 300 000 Kčs    |
| 1953–1964       | 30 000 Kčs   | 12 000 Kčs   | 8000 Kčs   | 6000 Kčs   | 4000 Kčs    | –          | –          | 60 000 Kčs     |
| 1965–1974       | 120 000 Kčs  | 40 000 Kčs   | 20 000 Kčs | 12 000 Kčs | 80000 Kčs   | –          | –          | 300 000 Kčs    |
| 1975–1987       | 110 000 Kčs  | 51 000 Kčs   | 33 000 Kčs | 15 000 Kčs | 11 000 Kčs  | 3000 Kčs   | 3000 Kčs   | 220 000 Kčs    |
| 1988–1989       | 220 000 Kčs  | 102 000 Kčs  | 66 000 Kčs | 30 000 Kčs | 22 000 Kčs  | 6000 Kčs   | 6000 Kčs   | 440 000 Kčs    |
| 1990–1992       | ? Kčs        | ? Kčs        | ? Kčs      | ? Kčs      | ? Kčs       | ? Kčs      | ? Kčs      | 1 000 000 Kčs  |
| 1993–1994       | ? Kč         | ? Kč         | ? Kč       | ? Kč       | ? Kč        | ? Kč       | ? Kč       | 1 000 000 Kč   |
| 1995–1996       | ? Kč         | ? Kč         | ? Kč       | ? Kč       | ? Kč        | ? Kč       | ? Kč       | 1 800 000 Kč   |
| 1997            | ? Kč         | ? Kč         | ? Kč       | ? Kč       | ? Kč        | ? Kč       | ? Kč       | 2 800 000 Kč   |
| 1998–2003       | ? Kč         | ? Kč         | ? Kč       | ? Kč       | ? Kč        | ? Kč       | ? Kč       | 3 800 000 Kč   |
| 2004–?          | ? Kč         | ? Kč         | ? Kč       | ? Kč       | ? Kč        | ? Kč       | ? Kč       | 4 600 000 Kč   |
| 2021            | 1 200 000 Kč | 660 000 Kč   | 420 000 Kč | 300 000 Kč | 210 000 Kč  | 120 000 Kč | 90 000 Kč  | 3 000 000 Kč   |
| 2022-současnost | 2 000 000 Kč | 1 100 000 Kč | 700 000 Kč | 500 000 Kč | 350 000 Kč  | 200 000 Kč | 150 000 Kč | 5 000 000 Kč   |

1. ↑  Florin (fl), česky „zlatý“ – rakousko-uherská historická měna[28]
2. ↑  Rakouská koruna (K) – rakousko-uherská historická měna
3. ↑  Za vysokým navýšením dotace roku 1927 stála městská rada Pardubic, která věnovala dostihu 50 000 Kčs[8]
4. ↑  Začátkem 30. let se dala pěkná vila pořídit za 50 000 Kčs a nový automobil stál 18 000 Kčs, [36]
5. ↑  1953: Pokles dotace roku byl způsobený měnovou reformou
6. ↑  1975: Dotace 3 000 Kčs náležela každému od 6. místa dále, kdo v dostihu přešel celou trať

## Překážky

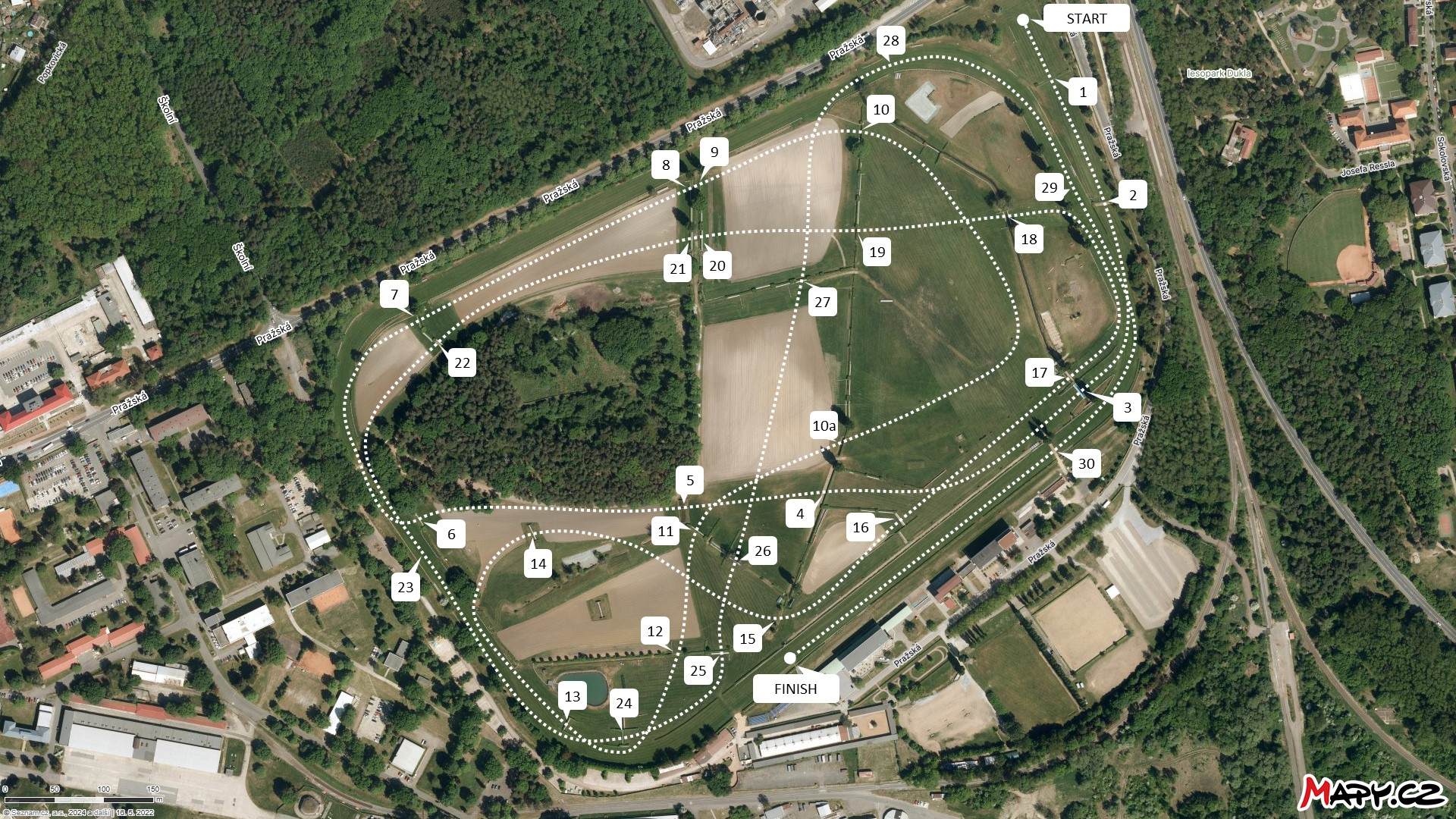
Trať Velké pardubické steeplechase (1998 – současnost)

V průběhu let se trasa i překážky několikrát upravovaly. Měnila se tedy i náročnost dostihu, a tak není možné přímo srovnávat výsledky koní a jezdců nejstarších účastníků s těmi pozdějšími.
Současná podoba kurzu pochází z roku 1998. Na trase dlouhé 6.900 m zahrnuje 31 překážek z celkových 55 na pardubickém dostihovém závodišti.
- 1. Živý plot
- 2. Živý plot s příkopem
- 3. Malý vodní příkop
- 4. Velký Taxisův příkop
- 5. Irská lavice
- 6. Popkovický skok
- 7. Francouzský skok
- 8–9. Malé zahrádky
- 10. Anglický skok
- 10a. Prodloužený Taxisův příkop
- 11. Živý plot s příkopem
- 12. Živý plot – seskok
- 13. Živý plot
- 14. Poplerův skok
- 15. Drop
- 16. Kamenná zeď
- 17. Hadí příkop
- 18. Velký vodní příkop
- 19. Malý Taxisův příkop
- 20–21. Velké zahrádky
- 22. Suchý příkop (za lesem)
- 23. Steeplechase skok
- 24. Živý plot (u hangáru)
- 25. Velký anglický skok
- 26. Suchý příkop (mezi břízkami)
- 27. Havlův skok
- 28. Steeplechase skok
- 29. Steeplechase skok
- 30. Steeplechase skok

Překážky
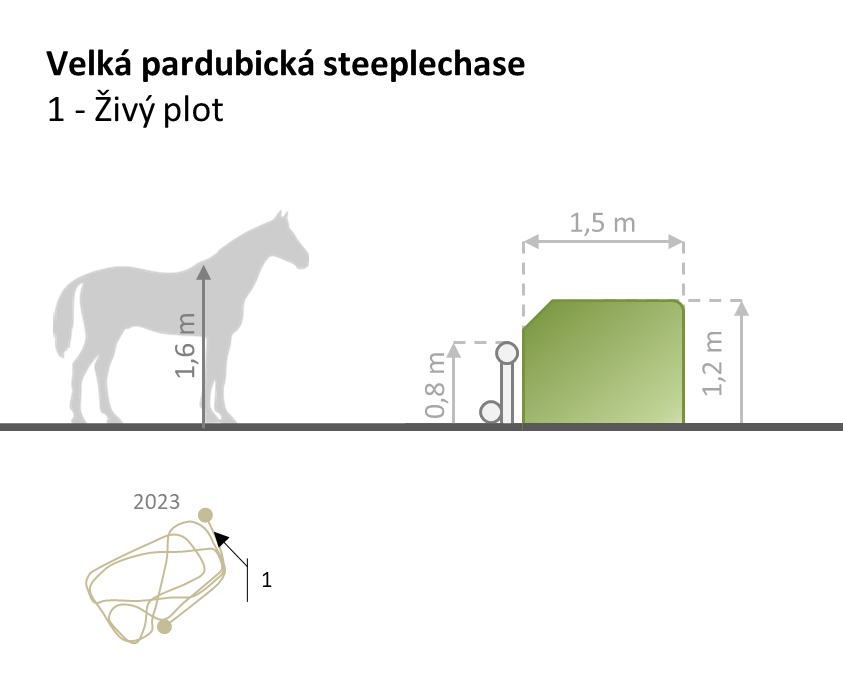
1. Živý plot
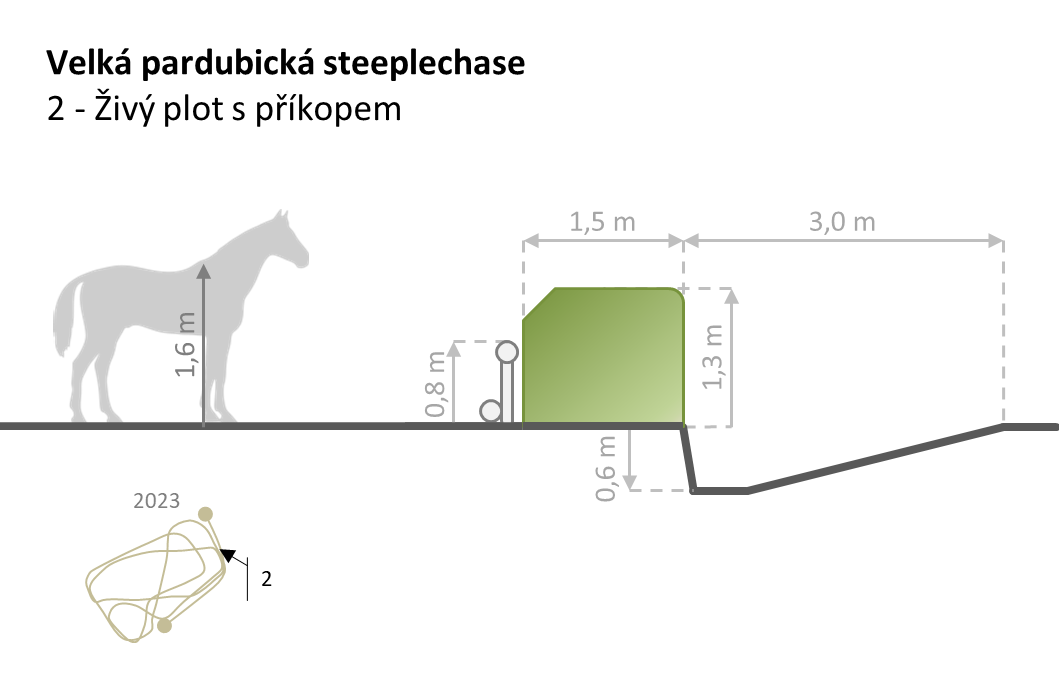
2. Živý plot s příkopem
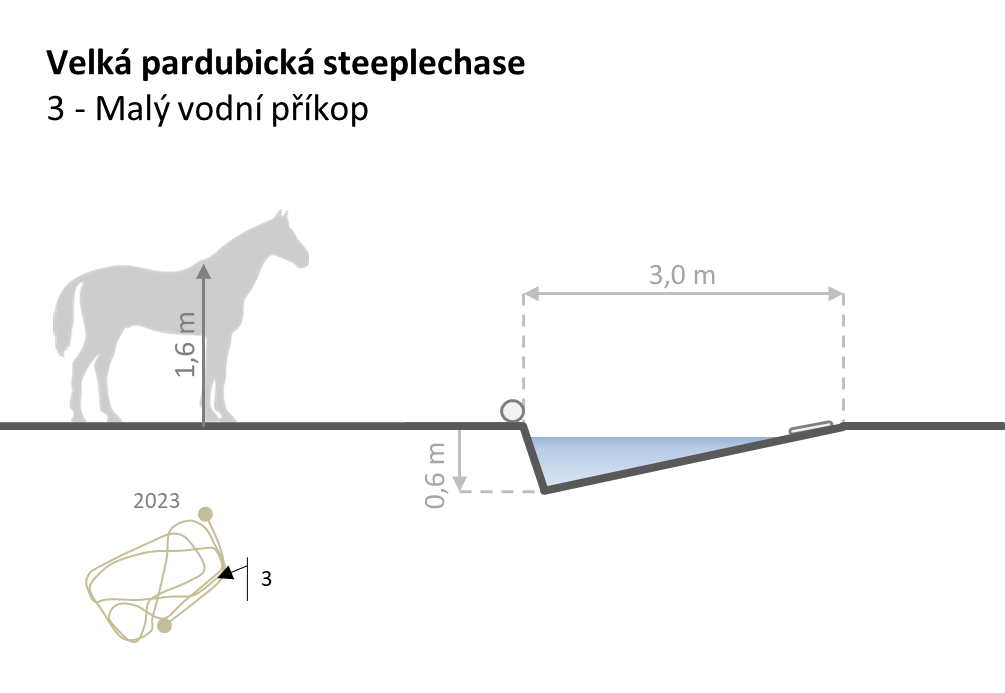
3. Malý vodní příkop
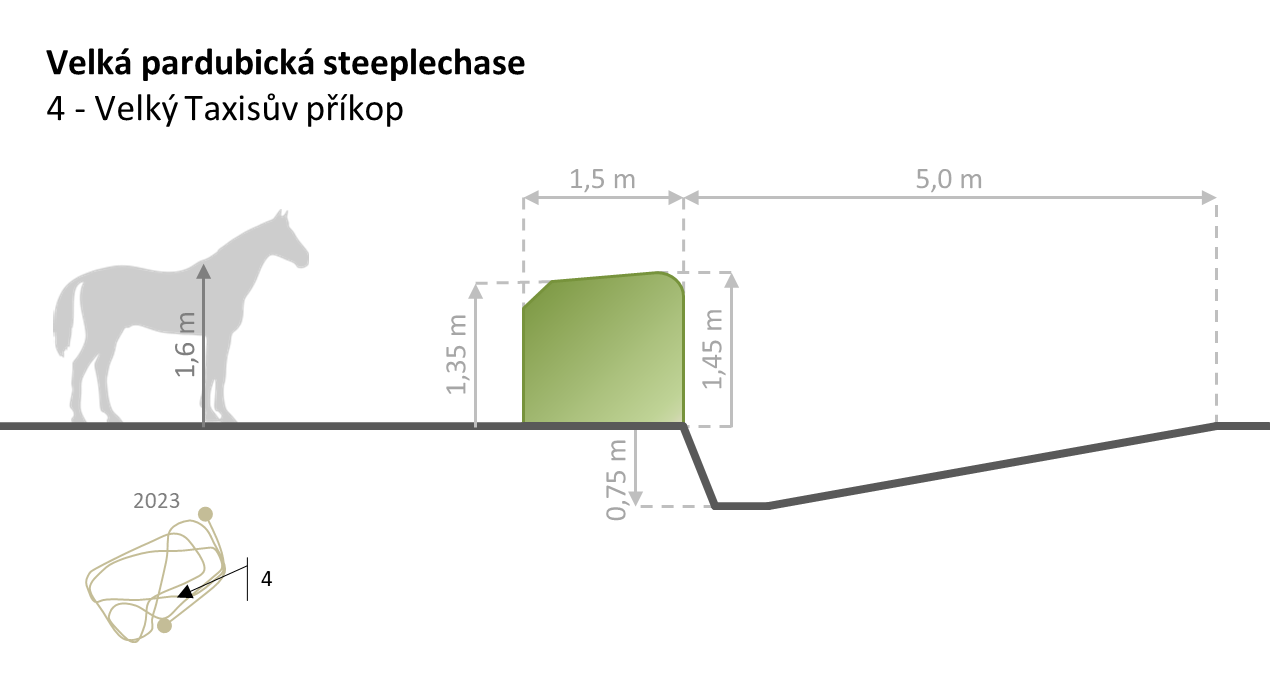
4. Velký Taxisův příkop
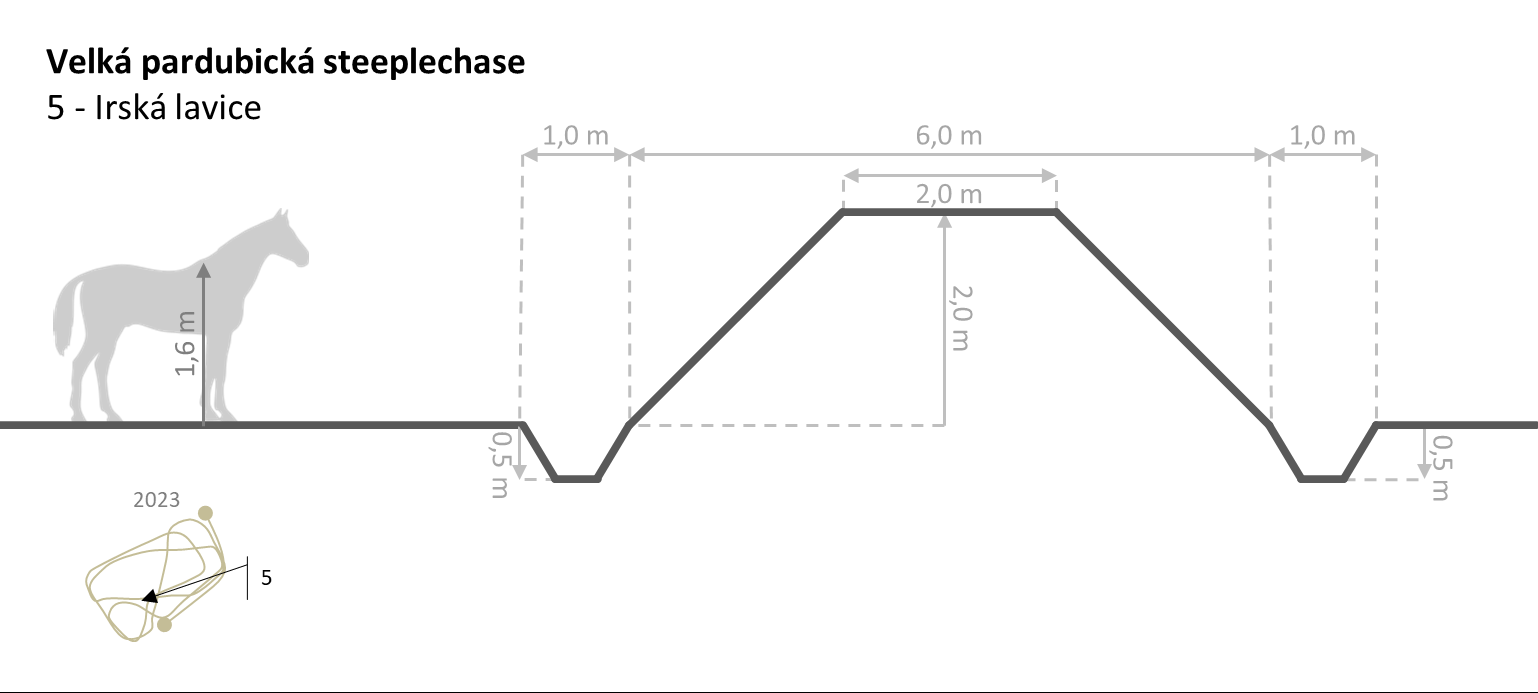
5. Irská lavice
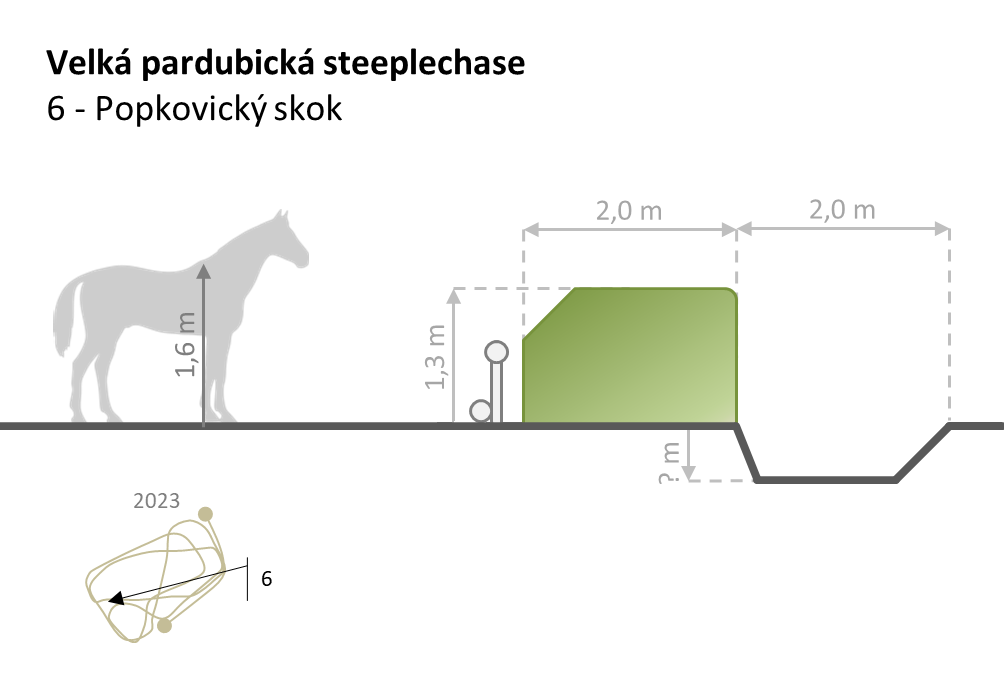
6. Popkovický skok
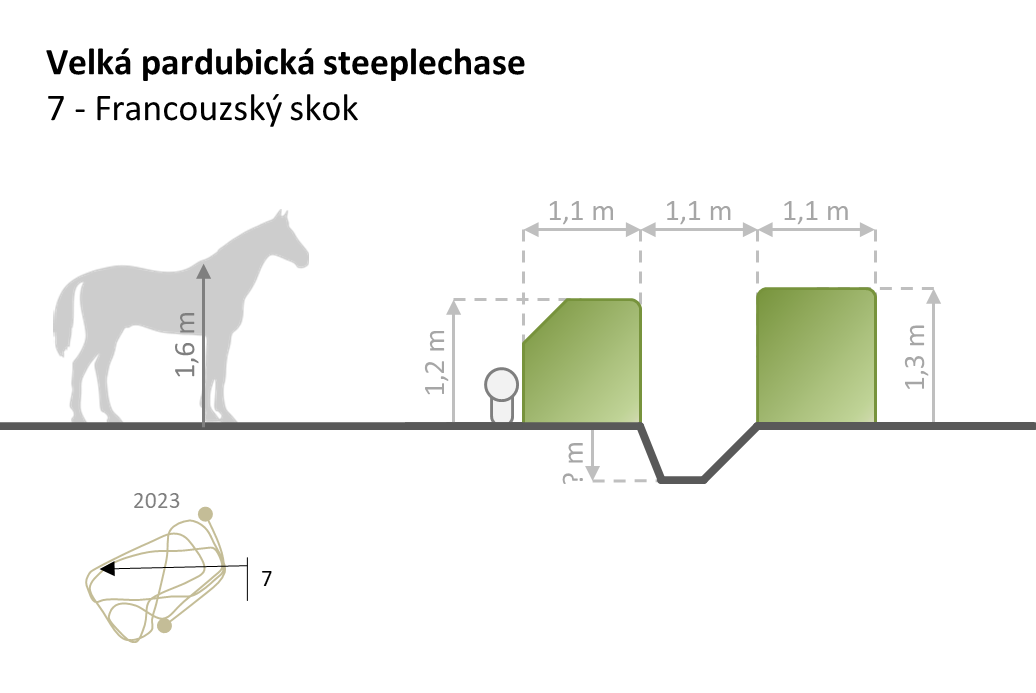
7. Francouzský skok
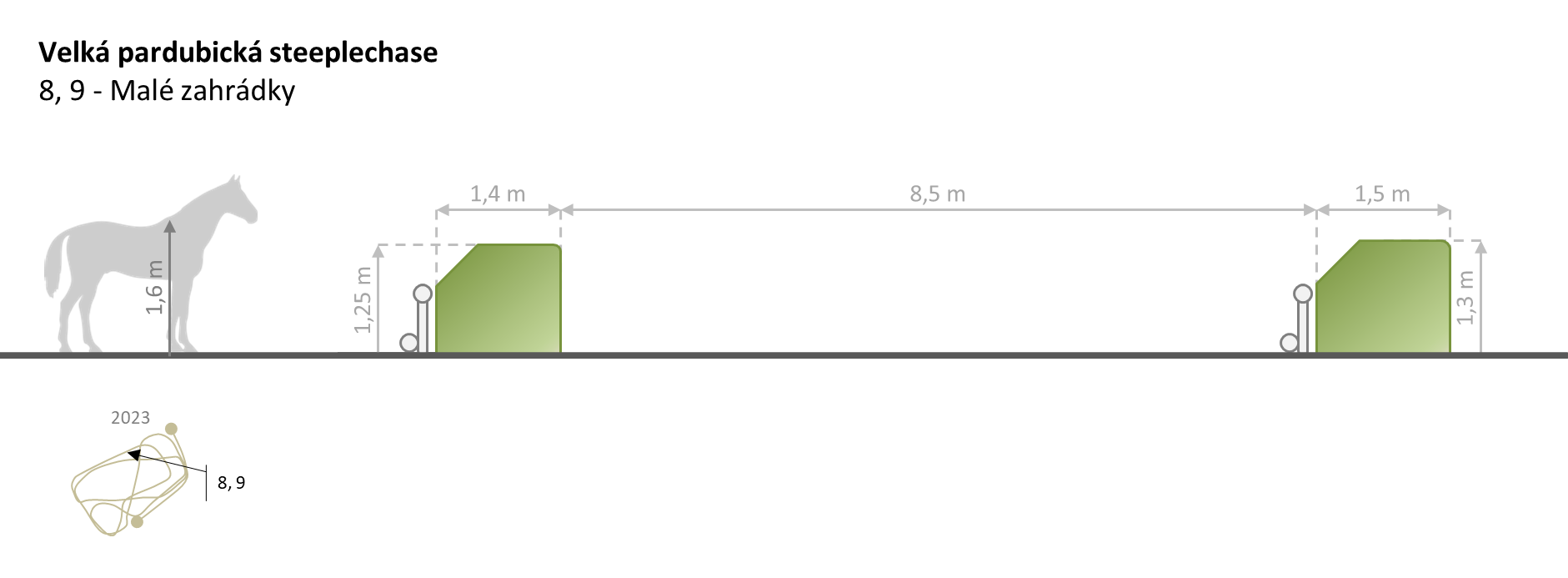
8.–9. Malé zahrádky
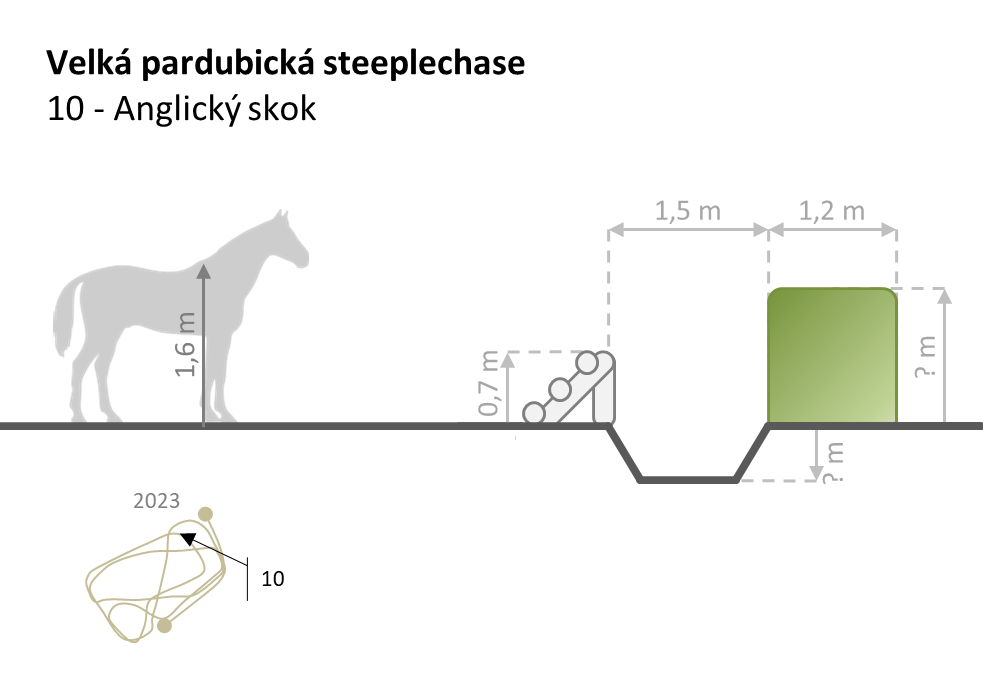
10. Anglický skok
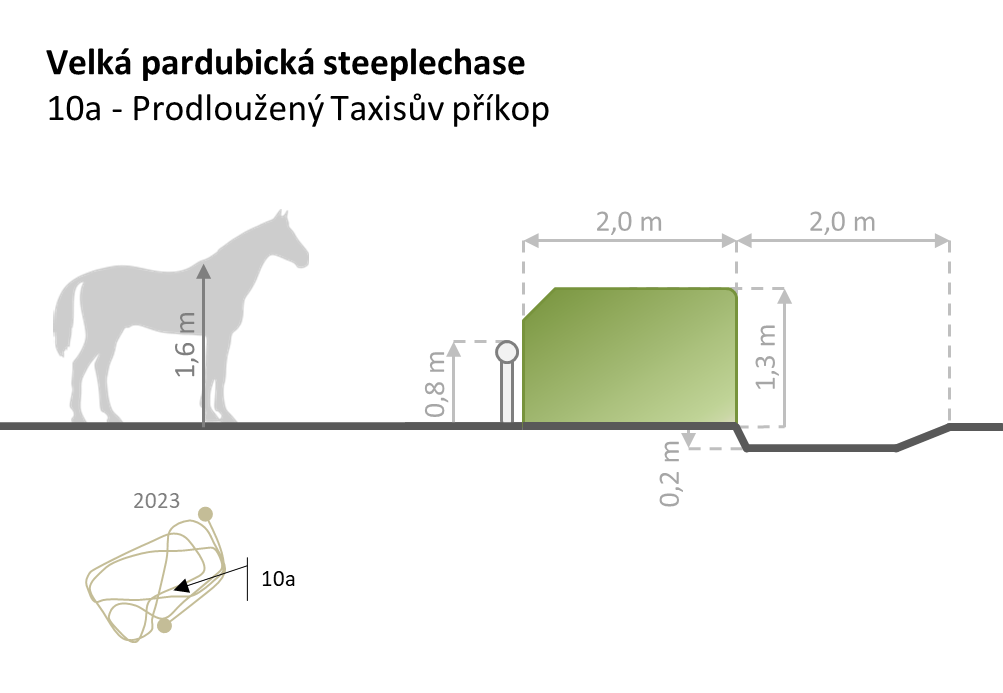
10a. Prodloužený Taxisův příkop
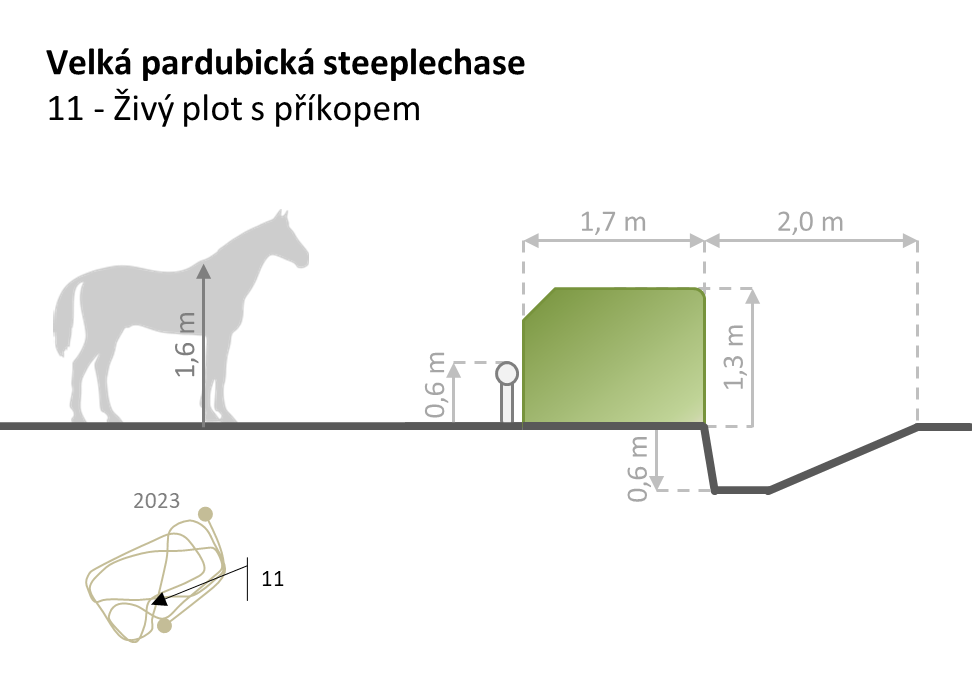
11. Živý plot s příkopem
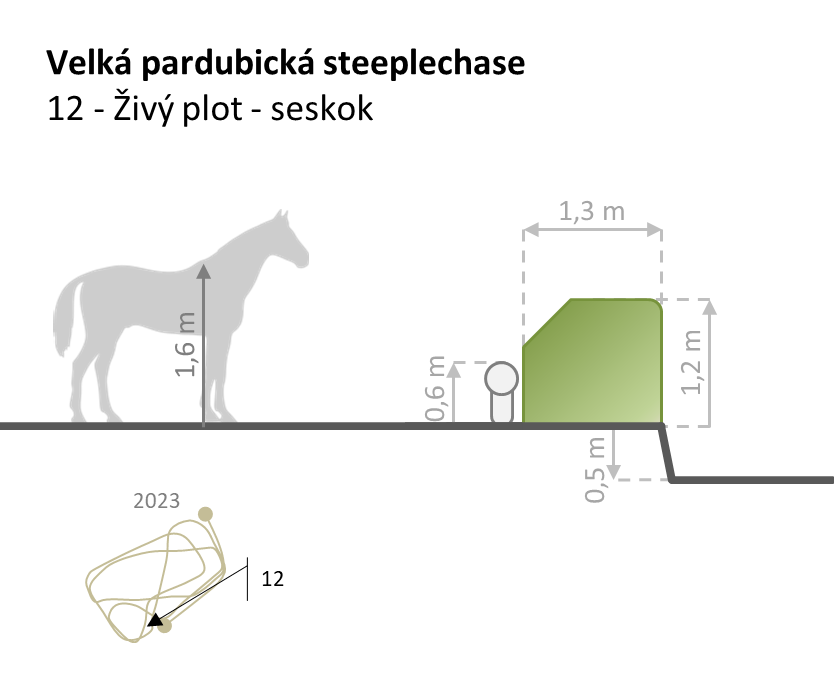
12. Živý plot – seskok
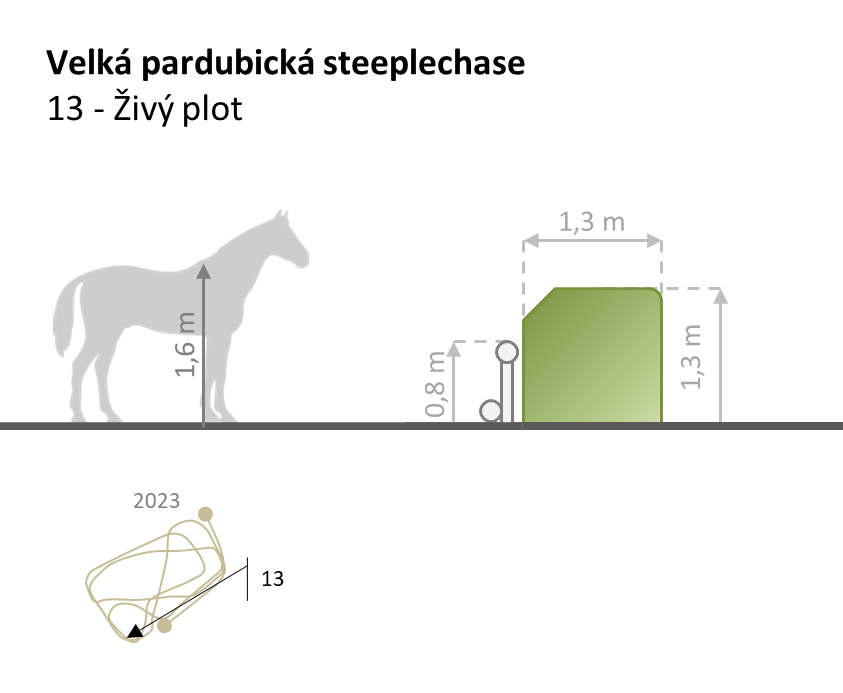
13. Živý plot
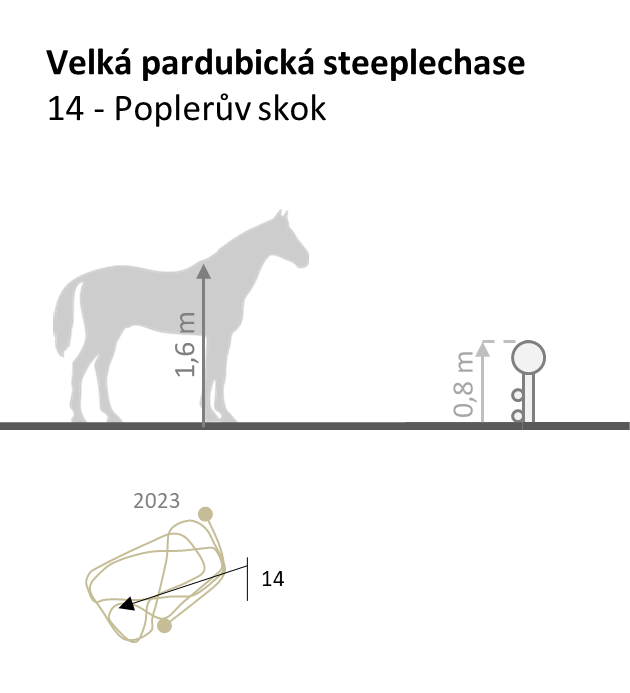
14. Poplerův skok
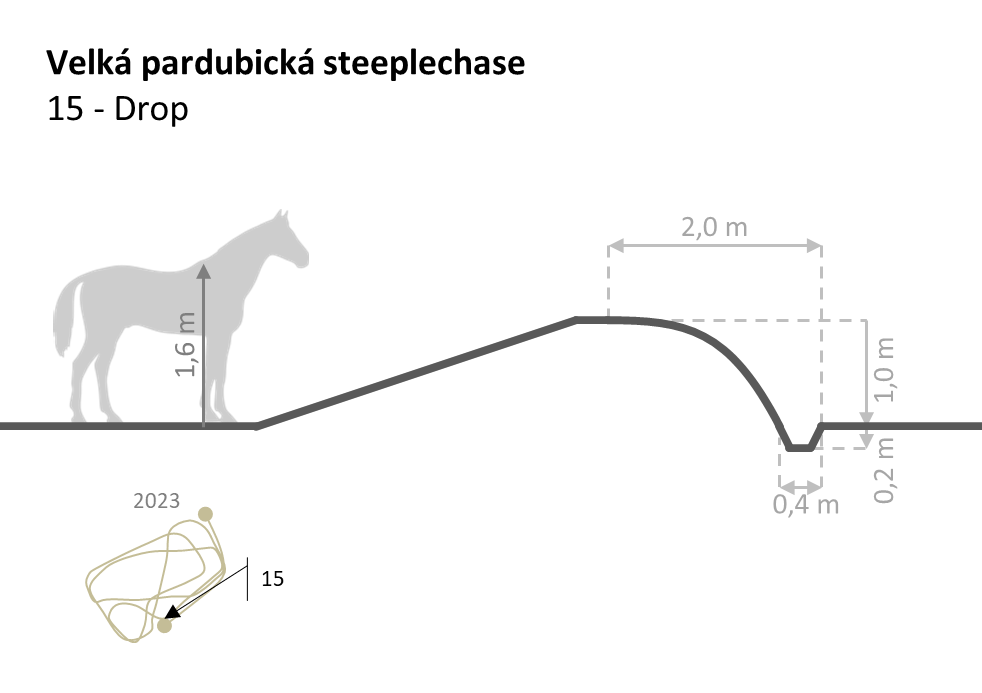
15. Drop
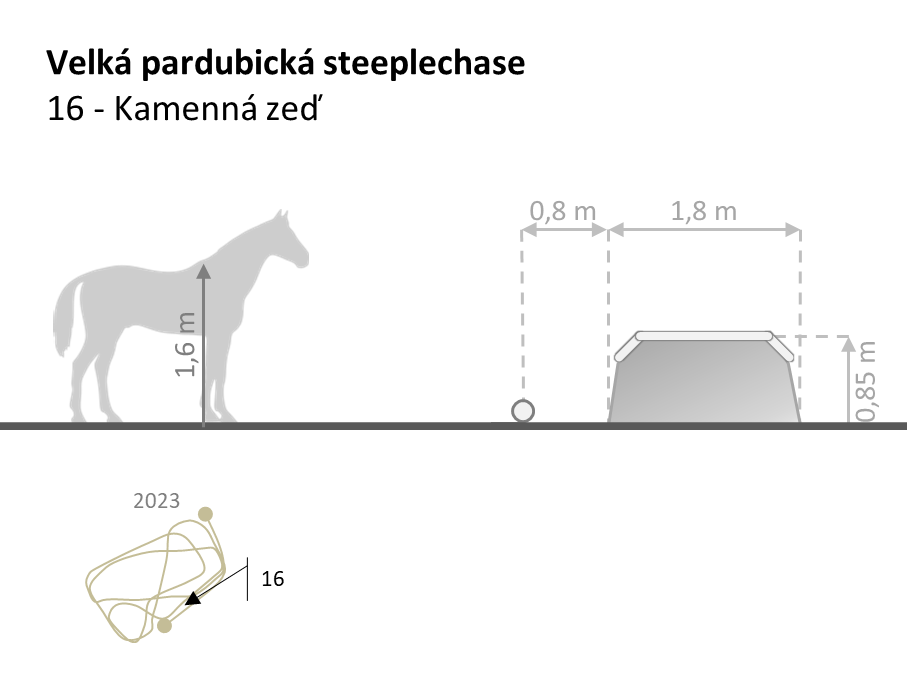
16. Kamenná zeď
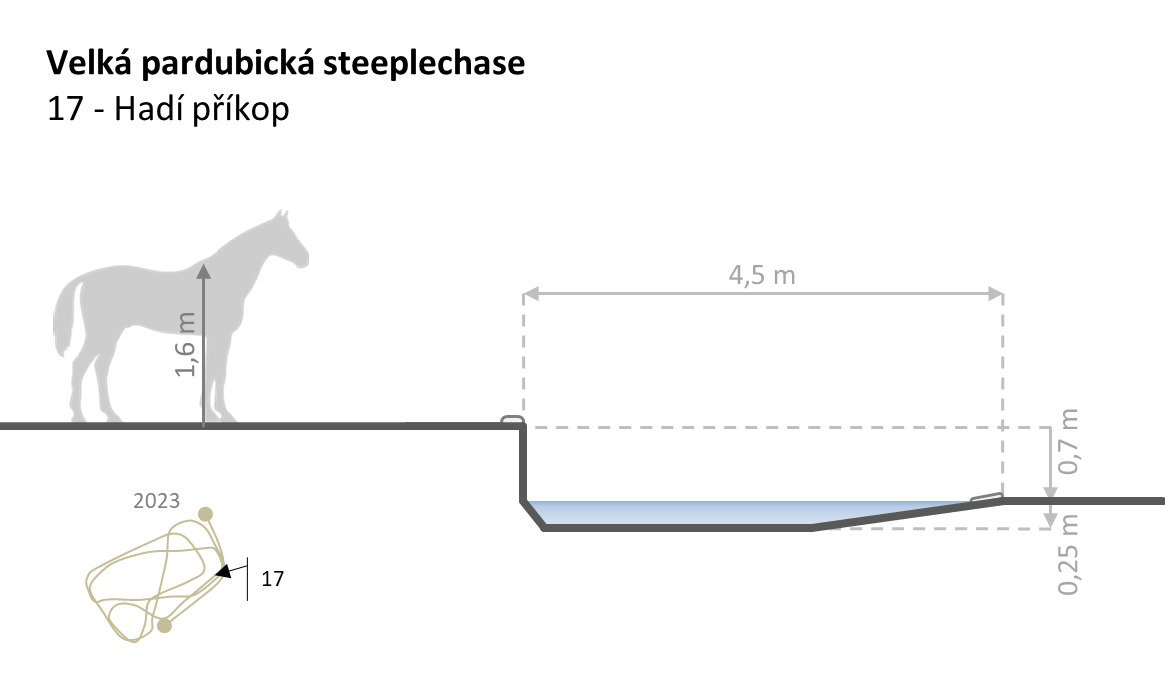
17. Hadí příkop
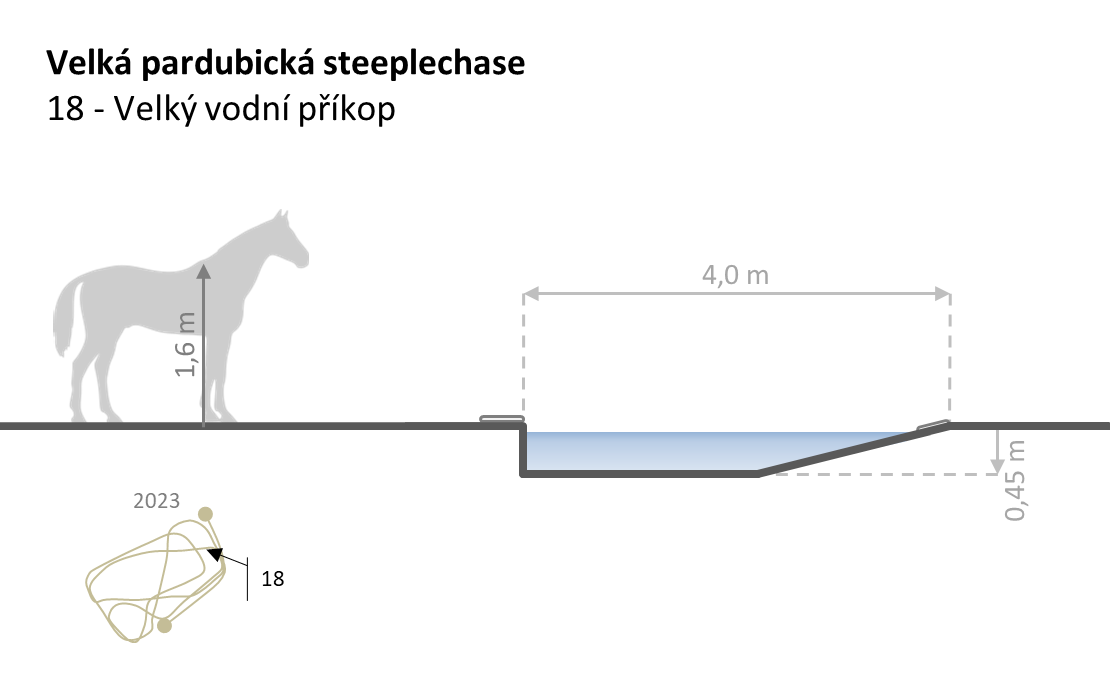
18. Velký vodní příkop
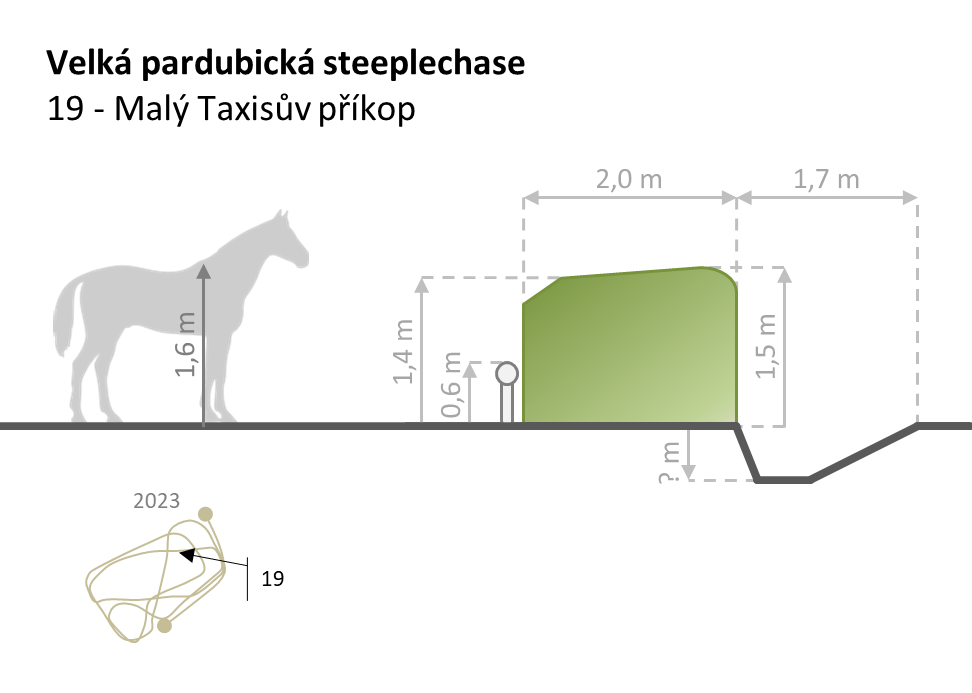
19. Malý Taxisův příkop
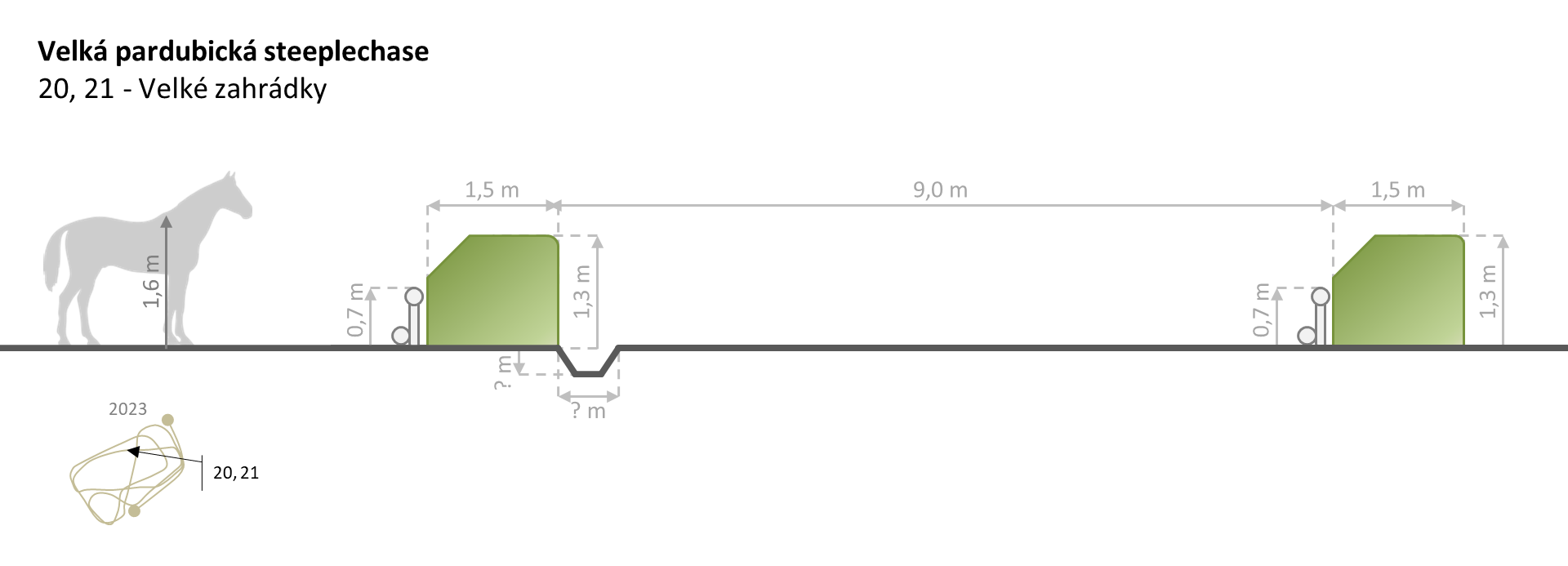
20–21. Velké zahrádky
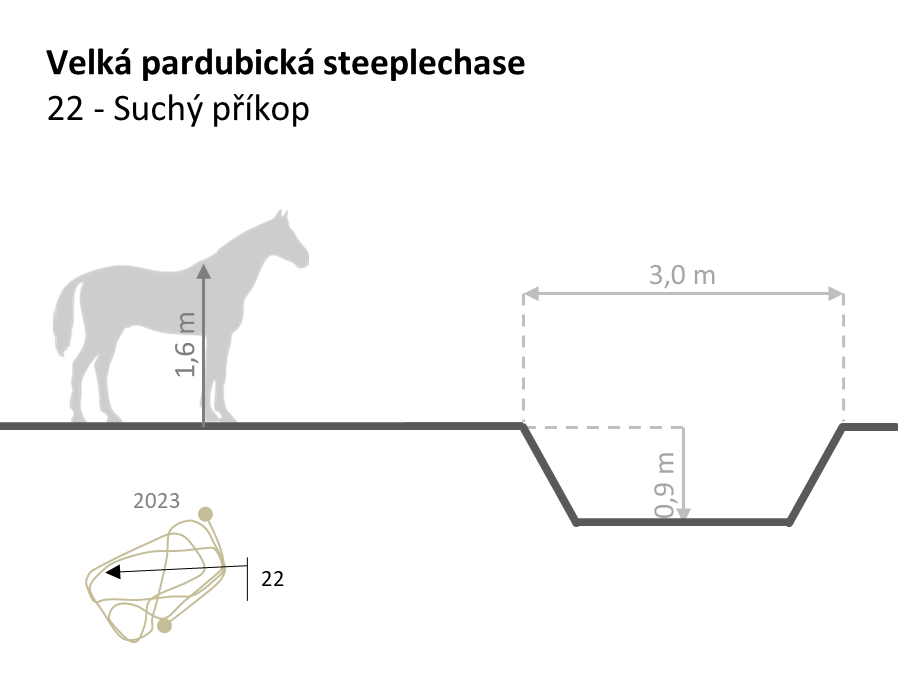
22. Suchý příkop (za lesem)
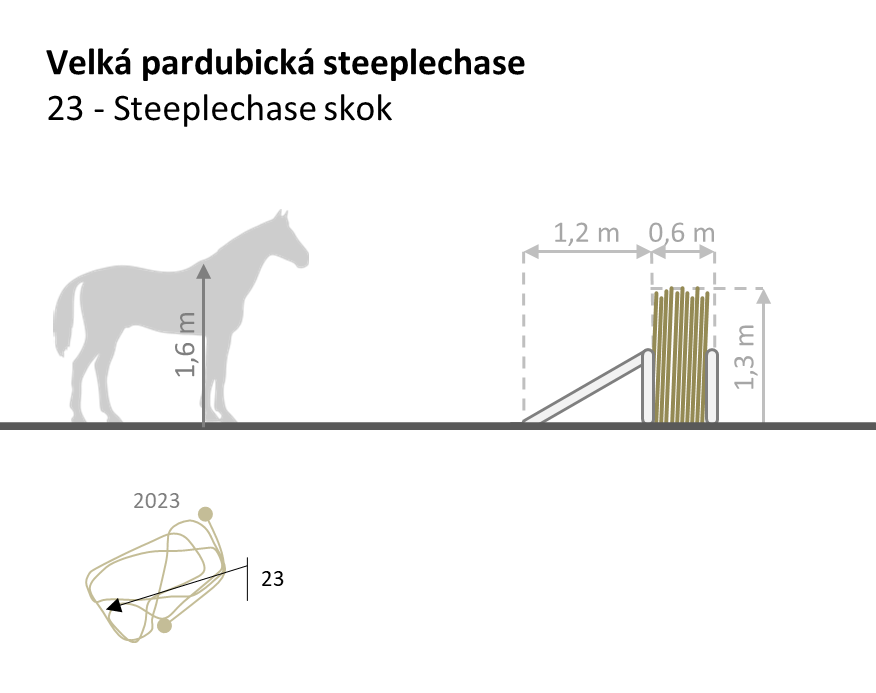
23. Steeplechase skok
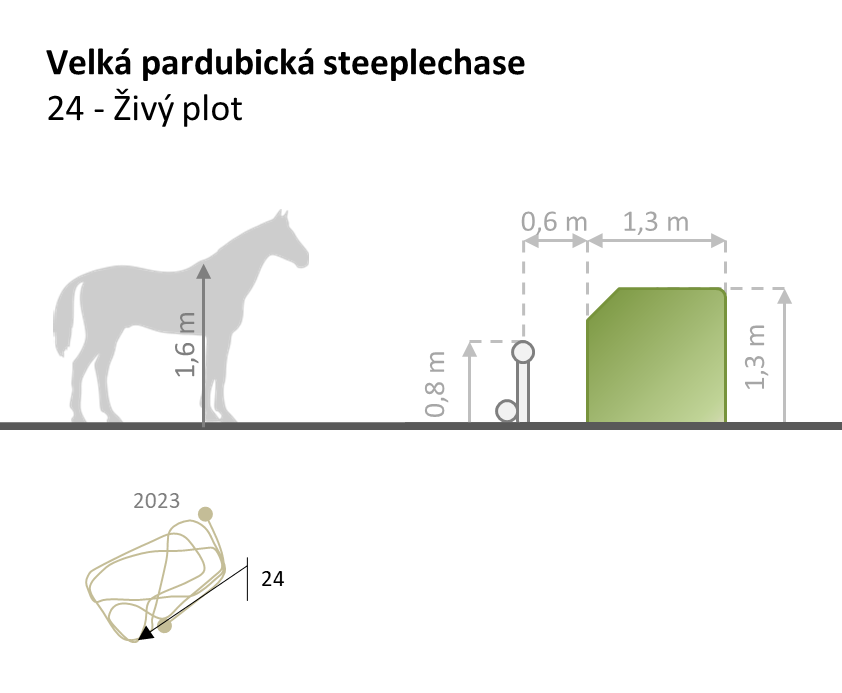
24. Živý plot (u hangáru)
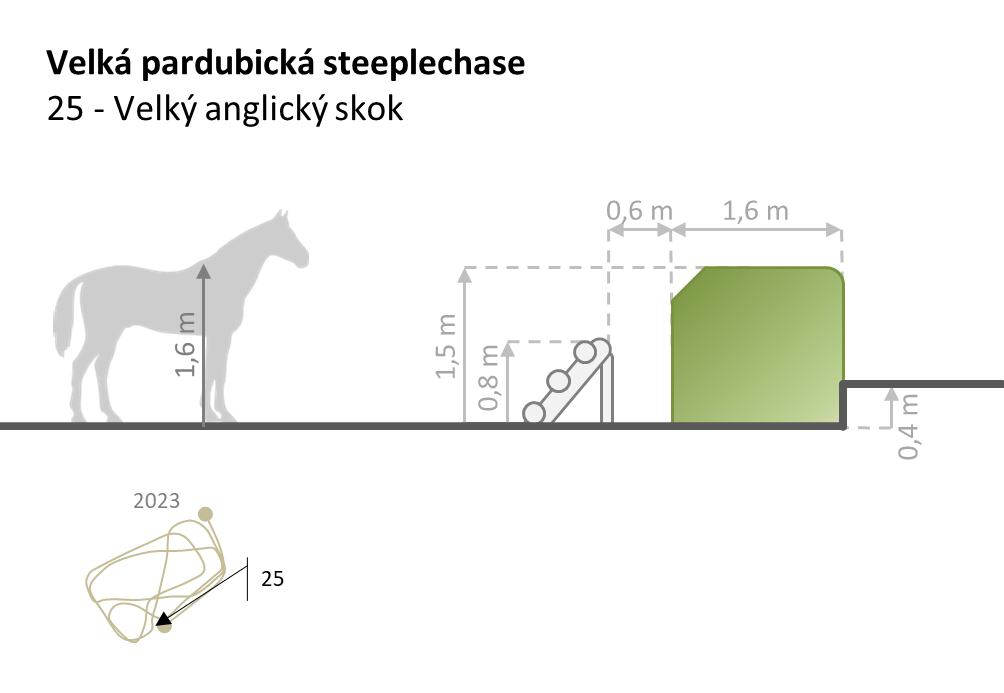
25. Velký anglický skok
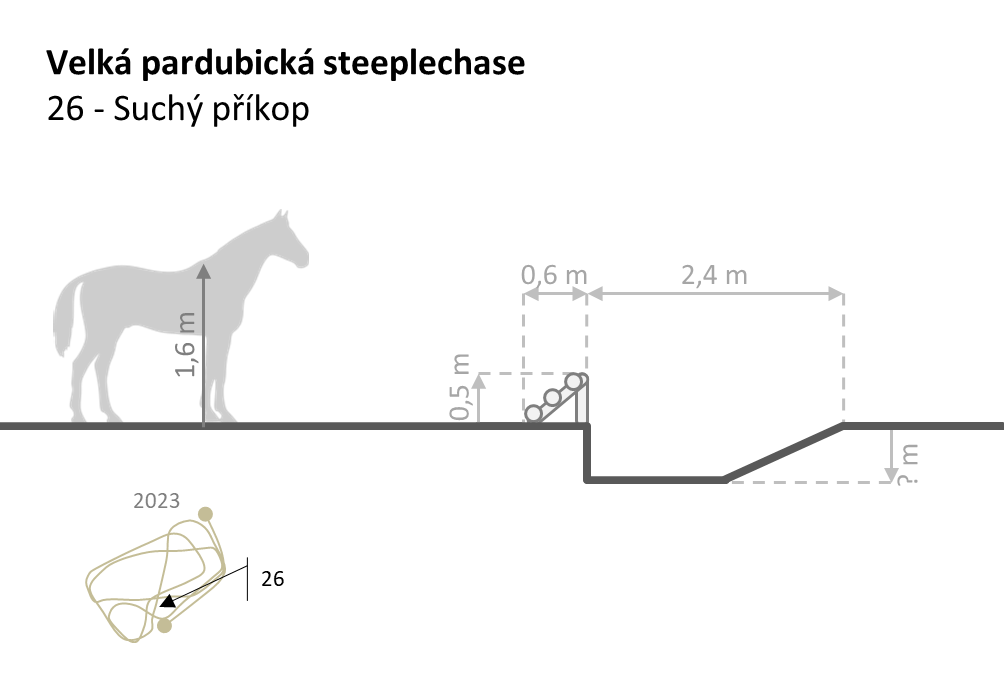
26. Suchý příkop (mezi břízkami)
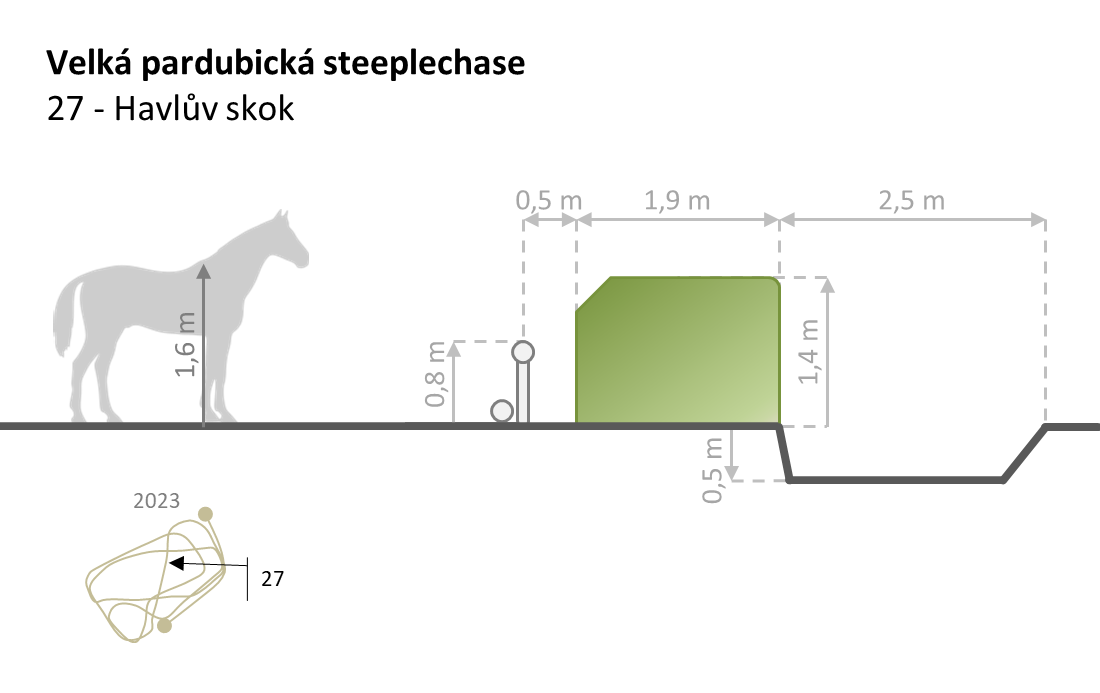
27. Havlův skok
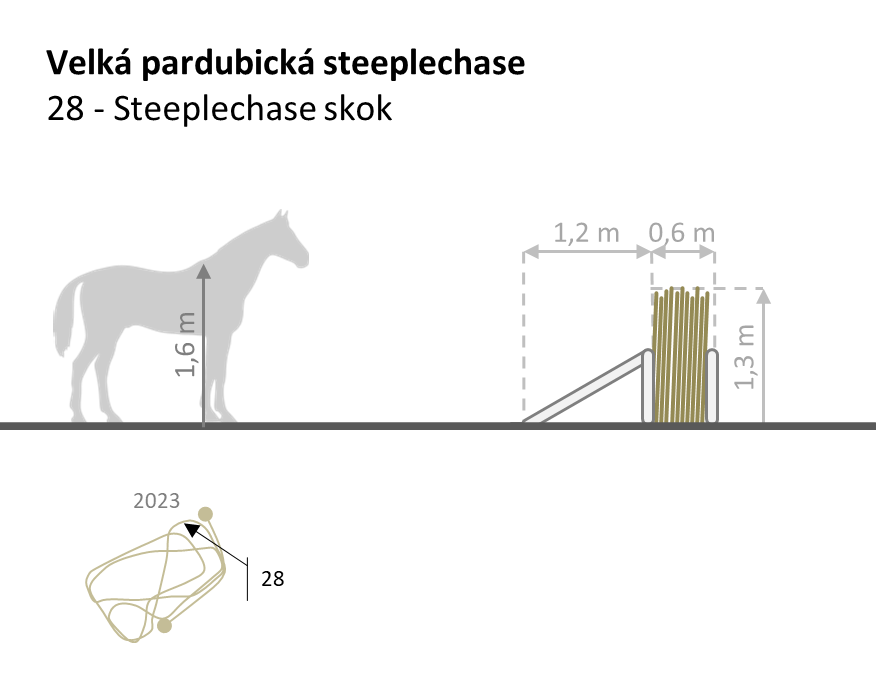
28. Steeplechase skok
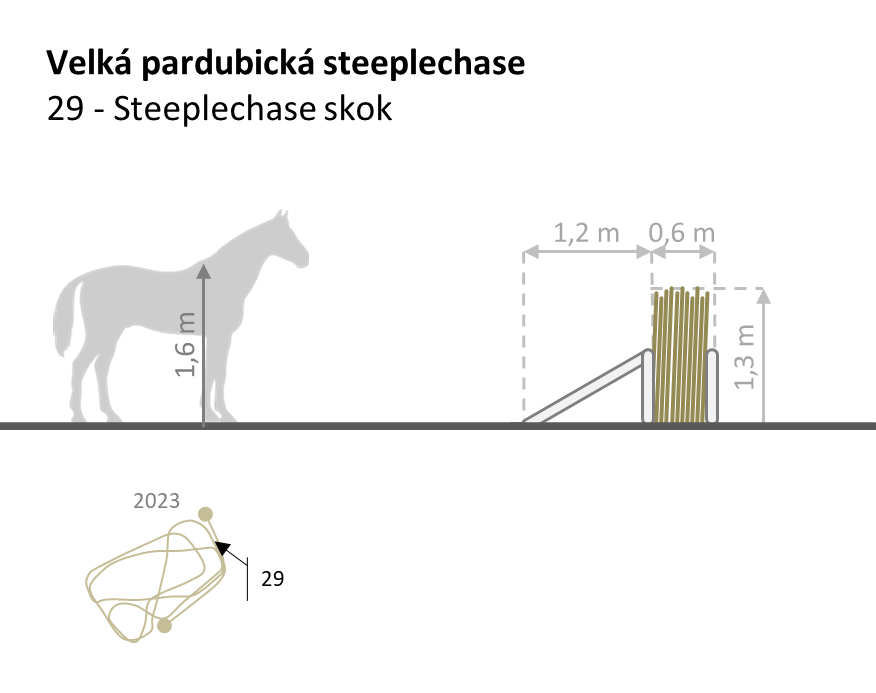
29. Steeplechase skok
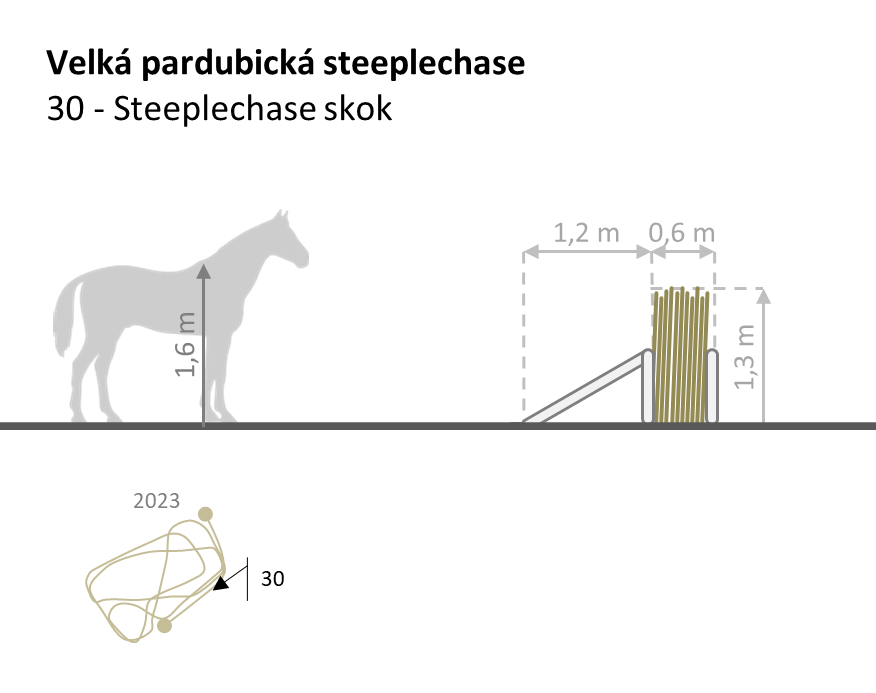
30. Steeplechase skok

## Zajímavosti
- Nejúspěšnějším koněm historie je Železník, který vyhrál Velkou pardubickou čtyřikrát (v letech 1987–1989 a 1991, vždy s Josefem Váňou v sedle)[46]. Uznání si však zaslouží každý kůň, který se náročného dostihu kdy zúčastnil.
- Nejrychlejší závod se běžel v roce 2015, kdy valach Nikas s žokejem Markem Stromským dosáhl času 8:55,29 min. Byla to teprve druhá Velká pardubická, která se jela pod 9 minut.[47] Nikas však později byl zpětně diskvalifikován, neboť v jeho vzorku se našlo malé množství zakázaných látek (kofein a teobromin). Podle odborníků byly koncentrace natolik nízké, že nemohly Nikase nijak ovlivnit, ale pravidla jiný postup nedovolovala. Zakázané látky pocházely z krmiva, kam se dostaly omylem.[31] Po Nikasově diskvalifikaci je nejrychlejším časem 8:56,01 min valacha Ribelina s žokejem Pavlem Kašným, v závodě druhým v témže roce. Do té doby držela rekord závodu bělka Sixteen s žokejem Josefem Bartošem, která v roce 2008 zaběhla čas 8:58,99 min. Čas Sixteen zůstává stále rekordem pro klisny.[48]
- Jak obdivuhodný výkon koně předvádí, ilustruje průměrná rychlost klisny Sixteen držící dosavadní rekord z roku 2008: 6.900 metrů dlouhá trať uběhlá za 8:58,99 činí průměrnou rychlost 12,80 m/s, tj. 46,08 km/h. K tomu je nutno připočíst 31 skoků, které se na trati nachází.
- Nejmladším vítězem se stal Josef Vavroušek roku 1956, který vyhrál ve věku 19 let, v sedle valacha Letce[2].
- Nejstarším vítězem je Vladimír Hejmovský, který vyhrál ve věku 59 let spolu s koněm Salvatorem[49]
- Jediným osminásobným vítězem je žokej Josef Váňa.
- Jedinou ženou, která zvítězila ve Velké pardubické, je Lata Brandisová. Stalo se tak v roce 1937 a jela v sedle klisny Normy.
- Jediným žokejem, který vyhrál čtyři ročníky za sebou, je Peter Gehm (2001, 2002, 2003 a 2004).
- Nejvíce koní na startu, 29, se sešlo roku 1990[29][50]
- Nejméně koní na startu, 3, se sešlo roku 1909[51][50]
- V roce 1884 dostih dokončili pouze dva koně kvůli mimořádně obtížné hluboké půdě. Druhá v pořadí, klisna Viktorie, vítězka z let 1881 a 1883, byla natolik vyčerpaná, že cílem prošla pouze krokem.[8]
- V roce 1889 zvítězila klisna Parisis s jezdcem Fletcherem, kteří byli považování za outsidery. Zisk ze sázek byl rekordních 2200:50 zlatých.[8]
- V roce 1890 byla půda po deštích natolik hluboká, že koně celý závod zdolali pouze v klusu či jen krokem.[8]
- V roce 1909 dostih nedokončil žádný kůň.[8]
- V roce 1911 dostal vítězný jezdec, poručík Egan Krieger od svého velitele trest 3 dnů vězení za účast v dostihu spolu s profesionálními jezdci. Soupeření armádních důstojníků s ostatními jezdci byla v té době považována za natolik nevhodnou, že v letech 1912 a 1913 se pro armádní jezdce konal samostatný dostih – Velká pardubické armády.
- V roce 1920 nedokázal žádný z koní překonat velký Taxisům příkup bez pádu. Dostih byl ukončen bez vítěze, neboť jediný Jonathan (s jezdcem Kozlíkem), který doběhl do cíle, byl diskvalifikován pro překročení časového limitu.[52]. Dodatečně, po téměř padesáti letech, byla diskvalifikace zrušena a jména koně i jezdce byla do listiny vítězů zpětně doplněna.[8]
- V roce 1975 do vedoucího Flanga s žokejem Grasslem před úplně poslední překážkou omylem narazil z boku osamělý kůň Bledax. Ten svého jezdce ztratil a bezradně pobíhal po závodišti. Nečekaný střet byl tak silný, že oba koně upadli. Naštěstí se ani jim, ani jezdci nic vážného nestalo. Flang a Grassl dostih už ale dokončit nemohli, a přišli tak o zasloužené vítězství. Flangovi byla alespoň udělena symbolická čestná stuha.[9][26]
- V roce 1977 doběhl do cíle navzdory 6 pádům hřebec Despota s jezdcem Karlem Vítem. Trať byla tento rok velmi těžká kvůli dlouhotrvajícím dešťům. I přes prokázání mimořádně velkého sportovního ducha byli diskvalifikováni pro překročení časového limitu.[2][53][9]
- V roce 1990 byla při příležitosti 100. ročníku závodu vydána stříbrná stokorunová pamětní mince (autorka Jarmila Truhlíková-Spěváková).[54]
- V roce 1992 obsadili ochránci zvířat startovní prostor a pokusili se zabránit zahájení dostihu na protest proti množství koní, kteří při závodu zahynuli. Následoval tvrdý policejní zákrok, který vedl k jejich rozehnání. Následný chaos způsobil, že na velkém Taxisově příkopu spadlo osm koní včetně obhájce prvenství Železníka. Důsledkem aféry byla úprava trati v roce 1994, kdy bylo zavedeno změkčení povrchu dráhy zavlažováním a byla snížena hloubka velkého Taxisova příkopu ze dvou metrů na necelý jeden.[55][56]
- V roce 2010 musela poprvé (a dosud naposledy (tj. do 2024)) o vítězi rozhodnout cílová fotografie. Tiumen a Josef Váňa podle ní zvítězili nad Amant Grisem s Markem Stromským o délku nosu (0,01 vteřiny)[13][31]
- V roce 2015 ztratil valach Peintre Abstrait za překážkou č. 6 svého jezdce (po srážce s jiným volně pobíhajícím koněm). Peintre pak sám dokázal dokončit celý dostih, korektně absolvoval všechny skoky spolu s ostatními, přičemž nikoho neohrozil ani neomezil.[31]. Literatura se nezmiňuje, kolikátý doběhl ani zda dostal od pořadatelů či od svého majitele za výjimečný výkon nějakou odměnu.
- Hřebec Korok, vítěz Velké pardubické steeplechase z let 1969, 1971 a 1972 byl ve věku dvou let určený k porážce na maso, neboť se majitelům zdál pro svou vrozenou vadu zcela neperspektivní. Korok měl značné vychýlení pravé přední nohy v kloubu směrem do strany. Před tímto osudem ho na poslední chvíli zachránila veliká šťastná náhoda. Díky ní a díky svým novým majitelům se později svému postižení navzdory stal jedním z nejúspěšnějších dostihových koní v Československu.[57]
- Pardubické dostihové závodiště vzniklo na území, které z části tvořila bažina a z části sloužilo jako hospodářsky obdělávaná půda protkaná soustavou odvodňovacích kanálů. Ještě do I. světové války se na závodišti pěstovala zelenina a pokud zemědělci nemohli svou úrodu včas sklidit, koně při dostihu museli běžet přes políčka s bramborami, řepou, jetelem či okurkami. To prý bylo nebezpečné jak pro koně, tak i pro jezdce. Pokud zemědělci svou úrodu stihli sklidit, museli koně překonávat hluboko zoranou půdu. Z těchto prvopočátků pochází tradice vodních příkopů a především oranice Velké pardubické steeplechase, což je celosvětově unikátní prvek.[13][23][21]
- Za I. světové války byla v tribuně pardubického závodiště zřízena provizorní vojenská nemocnice.[36][7] Během II. světové války zřídila německá armáda na části území přistávací plochu a vrakoviště letadel. Ke konci války pak bylo závodiště vážně poničeno při bombardování blízké chemické továrny[2] (41 kráterů, úplné zničení několika překážek[7][13][58]).
- V roce 2024 byli vítězové dva – Sexy Lord (žokej Jaroslav Myška) a Godfrey (žokej Jan Faltejsek). Z doběhu nebyla pořízena cílová fotografie a vítěze nebylo možné jednoznačně určit.[33]

## Účast žen
Rovinných dostihů se v současnosti ženy-jezdkyně účastní poměrně často (a s úspěchy), ale dostihy typu steeplechase cross-country jsou stále doménou mužů-jezdců. Je to pravděpodobně způsobeno tím, že cross-country je fyzicky náročnější a hrozí v něm častější a závažnější zranění. Snad proto se ženy účastní cross-country spíše jako trenérky, pořadatelky, lékařky nebo ošetřovatelky (kde jsou naopak naprosto nenahraditelné). Pro diváky je patrně nejviditelnější startérka Ing. Soňa Froňková, která zahajuje dostih již od roku 2004.
Dosud (tj. do roku 2024 včetně) se Velké pardubické steeplechase účastnilo pouze 9 jezdkyň:
1. Lata Brandisová
2. Eva Palyzová
3. Jana Nová
4. Charlotte Brew
5. Renáta Charvátová
6. Martina Růžičková
7. Lucie Baluchová
8. Veronika Škvařilová-Řezáčová
9. Lenka Neprašová (2024)

Jako vůbec první žena v historii se dostihu účastnila slečna komtesa Maria Immaculata Brandisová (známá spíše pod zkráceným jménem Lata). Stalo se tak roku 1927, tj. ve 46. ročníku (53 let od prvního ročníku). Po té se Velké pardubické účastnila ještě 9× (pouze 2× nedokončila, 7× se umístila do 5. místa) a v roce 1937 se dokonce stala první a dosud jedinou vítězkou a to spolu s klisnou Normou.
Eva Palyzová (dívčím jménem Vítová) se rovněž účastnila Velké pardubické opakovaně, dvakrát dosáhla 2. místa: v roce 1965 s Cavaletem a roku 1971 s Metálem.
Martina Růžičková je nejen jezdkyní, ale i majitelkou koní a hlavně uznávanou trenérkou. Jako jezdkyně se účastnila Velké pardubické 5×, naposledy v roce 2014.
Lucie Baluchová se Velké pardubické steeplechase účastnila dvakrát. Při své první účasti v roce 1997 se umístila na 3. místě spolu se svým vlastním koněm, valachem Grettym. Podruhé, v roce 2010, jela v sedle klisny Ligrety, ale kvůli pádu na 11. překážce závod nedokončily.
Jana Nová (rozená Jášová) se také účastnila pouze jednou, roku 1972 s klisnou Lukavou dosáhly 8. místa (přičemž je zdržel pád na velkém Taxisově příkopu). Jana Nová byla civilním povoláním úřednice podniku Škoda Plzeň a jezdectví se věnovala pouze ve svém volném čase.
Pozoruhodný je příběh Angličanky Charlotte Brew. Byla první ženou, která se účastnila dostihu v Anglii. Až do té doby, tj. do roku 1976, anglické zákony účast jezdkyň nedovolovaly. Aby si splnila svůj sen, systematicky usilovala o to, aby vyvrátila všechny námitky a protiargumenty, aby se i ženy mohly v Anglii dostihů účastnit. Prokázala při tom velkou míru houževnatosti a cílevědomosti. V roce 1977 se pak jako první žena účastnila i slavného dostihu Grand National Liverpool steeplechase. Ve stejném roce se později zúčastnila i Velké pardubické steeplechase. Ve všech dostizích jela v sedle svého vlastního koně Barony Forta. Navzdory velkému úsilí se jí nepodařilo Grand National ani Velkou pardubickou steeplechase dokončit kvůli pádům.
I ostatní dámy se dostihu zúčastnily pouze jednou, ale závod nedokončily: Renáta Charvátová roku 1990 s klisnou Monkou a Veronika Škvařilová-Řezáčová roku 2020 s All Scaterem.
Je třeba zdůraznit, že samotná kvalifikace do velkých dostihů, jakými jsou Velká pardubická steeplechase a Grand National, vyžaduje umístění v několika dalších dostizích, při nichž musí jezdec/jezdkyně prokázat své kvality.
Není bez zajímavosti, že v Československu se Lata Brandisová mohla coby první jezdkyně účastnit dostihu v roce 1927, zatímco v Anglii, kolébce dostihového sportu, mohla Charlotte Brew coby první jezdkyně stanout na startu až roku 1976, tj. o 49 let později.
Pouze jedenkráte se stalo, že se na startu sešlo více jezdkyň současně – v roce 1972 startovaly Eva Palyzová a Jana Nová. Ve všech ostatních letech startovaly ženy vždy samotné.

## Vítězové
| Ročník          | Rok       | Kůň                                       | Věk                                       | Pohlaví                                   | Barva                                     | Jezdec                                    | Čas                                       | Koní na startu                            | Koní v cíli                               |
| --------------- | --------- | ----------------------------------------- | ----------------------------------------- | ----------------------------------------- | ----------------------------------------- | ----------------------------------------- | ----------------------------------------- | ----------------------------------------- | ----------------------------------------- |
| 1.              | 1874      | Fantôme                                   | 6                                         | hřebec                                    | tmavý hnědák                              | George Sayers                             |                                           | 14                                        | 6                                         |
| 2.              | 1875      | Brigand                                   | 5                                         | valach                                    | hnědák                                    | George Herbert                            |                                           | 8                                         | 5                                         |
|                 | 1876      | Dostih se nekonal kvůli velkým mrazům.    | Dostih se nekonal kvůli velkým mrazům.    | Dostih se nekonal kvůli velkým mrazům.    | Dostih se nekonal kvůli velkým mrazům.    | Dostih se nekonal kvůli velkým mrazům.    | Dostih se nekonal kvůli velkým mrazům.    | Dostih se nekonal kvůli velkým mrazům.    | Dostih se nekonal kvůli velkým mrazům.    |
| 3.              | 1877      | Brigand                                   | 7                                         | valach                                    | hnědák                                    | Fritz Metternich                          |                                           | 10                                        | 4                                         |
| 4.              | 1878      | Brigand                                   | 8                                         | valach                                    | hnědák                                    | Fritz Metternich                          |                                           | 5                                         | 3                                         |
| 5.              | 1879      | Rudi                                      | 5                                         | hřebec                                    | hnědák                                    | I. Hanreich                               |                                           | 4                                         | 3                                         |
| 6.              | 1880      | Good Morning                              | 4                                         | hřebec                                    | hnědák                                    | Max Phillips                              |                                           | 7                                         | 4                                         |
| 7.              | 1881      | Victoria                                  | 8                                         | klisna pol.                               | hnědka                                    | Hector Baltazzi                           | 10:45,2                                   | 4                                         | 3                                         |
| 8.              | 1882      | Per Dampf                                 | 5                                         | klisna                                    | ryzka                                     | Thomas Harraway                           |                                           | 6                                         | 4                                         |
| 9.              | 1883      | Victoria                                  | 10                                        | klisna pol.                               | hnědka                                    | Hector Baltazzi                           |                                           | 8                                         | 4                                         |
| 10.             | 1884      | Jessica                                   | 6                                         | klisna pol.                               | ryzka                                     | William H. Moore                          |                                           | 4                                         | 2                                         |
| 11.             | 1885      | Abracadabra                               | 6                                         | valach                                    | bělouš                                    | Hansi Fries                               |                                           | 7                                         | 5                                         |
| 12.             | 1886      | Hanno                                     | 4                                         | hřebec                                    | hnědák                                    | Richard Harry Fletcher                    |                                           | 6                                         | 3                                         |
| 13.             | 1887      | Woodman                                   | 9                                         | valach                                    | hnědák                                    | Hector Baltazzi                           |                                           | 6                                         | 3                                         |
| 14.             | 1888      | Et Caetera                                | 4                                         | klisna                                    | hnědka                                    | Max Phillips                              |                                           | 5                                         | 3                                         |
| 15.             | 1889      | Parisis                                   | 6                                         | klisna                                    | hnědka                                    | Richard Harry Fletcher                    |                                           | 6                                         | 3                                         |
| 16.             | 1890      | Alphabet                                  | 5                                         | valach                                    | ryzák                                     | George Williamson                         |                                           | 4                                         | 2                                         |
| 17.             | 1891      | Lady Anne                                 | 5                                         | klisna pol.                               | ryzka                                     | Richard Harry Fletcher                    |                                           | 5                                         | 3                                         |
| 18.             | 1892      | Alphabet                                  | 7                                         | valach                                    | ryzák                                     | John Westlake                             |                                           | 8                                         | 7                                         |
| 19.             | 1893      | Hadnagy                                   | 7                                         | valach                                    | hnědák                                    | George Williamson                         |                                           | 8                                         | 4                                         |
| 20.             | 1894      | Lady Anne                                 | 8                                         | klisna pol.                               | ryzka                                     | Edward Geoghegan                          |                                           | 6                                         | 4                                         |
| 21.             | 1895      | Galamb II                                 | 4                                         | hřebec                                    | hnědák                                    | A. Hall                                   |                                           | 10                                        | 7                                         |
| 22.             | 1896      | Lady Anne                                 | 10                                        | klisna pol.                               | ryzka                                     | Edward Geoghegan                          |                                           | 12                                        | 4                                         |
| 23.             | 1897      | Magyarád                                  | 5                                         | hřebec                                    | hnědák                                    | Edward Geoghegan                          |                                           | 6                                         | 3                                         |
| 24.             | 1898      | Handy Andy                                |                                           | valach pol.                               | hnědák                                    | R. Jekyll                                 |                                           | 6                                         | 3                                         |
| 25.             | 1899      | Sláva                                     | 5                                         | klisna                                    | tmavá hnědka                              | Thomas H. Buckenham                       |                                           | 5                                         | 1                                         |
| 26.             | 1900      | Magyarád                                  | 8                                         | hřebec                                    | hnědák                                    | Thomas H. Buckenham                       |                                           | 7                                         | 3                                         |
| 27.             | 1901      | Chorazy                                   | 6                                         | hřebec                                    | tmavý hnědák                              | Frederick E. Slinn                        |                                           | 8                                         | 4                                         |
| 28.             | 1902      | Jour Fix                                  | 6                                         | hřebec                                    | tmavý hnědák                              | Ulrich Rosák                              |                                           | 10                                        | 4                                         |
| 29.             | 1903      | Jour Fix                                  | 7                                         | hřebec                                    | tmavý hnědák                              | Ulrich Rosák                              | 12:04,0                                   | 8                                         | 4                                         |
| 30.             | 1904      | Dennis                                    | 6                                         | valach pol.                               | tmavý hnědák                              | Thomas H. Buckenham                       |                                           | 7                                         | 6                                         |
| 31.             | 1905      | Scotch Moor                               | 10                                        | valach                                    | tmavý hnědák                              | Max Seiffert                              | 11:25,3                                   | 8                                         | 5                                         |
| 32.             | 1906      | Tigra                                     | 4                                         | klisna                                    | ryzka                                     | Harry H. Huxtable                         | 12:10,6                                   | 9                                         | 5                                         |
| 33.             | 1907      | Kourgan                                   | 6                                         | valach                                    | hnědák                                    | Josef Birghan                             | 11:24,6                                   | 10                                        | 5                                         |
|                 | 1908      | Dostih se nekonal kvůli silným mrazům     | Dostih se nekonal kvůli silným mrazům     | Dostih se nekonal kvůli silným mrazům     | Dostih se nekonal kvůli silným mrazům     | Dostih se nekonal kvůli silným mrazům     | Dostih se nekonal kvůli silným mrazům     | Dostih se nekonal kvůli silným mrazům     | Dostih se nekonal kvůli silným mrazům     |
| 34.             | 1909      | Žádný kůň neprošel cílem.                 | Žádný kůň neprošel cílem.                 | Žádný kůň neprošel cílem.                 | Žádný kůň neprošel cílem.                 | Žádný kůň neprošel cílem.                 | Žádný kůň neprošel cílem.                 | 3                                         | 0                                         |
| 35.             | 1910      | Paul Heston                               | 5                                         | valach pol.                               | vraník                                    | Max Seiffert                              | 14:26,5                                   | 8                                         | 2                                         |
| 36.             | 1911      | Glenmorgan                                | 6                                         | valach                                    | ryzák                                     | Jenö von Egan-Krieger                     | 10:22,0                                   | 10                                        | 4                                         |
| 37.             | 1912      | Jamagata                                  | 6                                         | hřebec                                    | hnědák                                    | František Bartosch                        | 11:39,4                                   | 11                                        | 6                                         |
| [ Vítězové 9 ]  | 1912      | Hurain                                    |                                           | valach pol.                               |                                           | Wilhelm Reimer                            | 12:11,5                                   | 12                                        | 10                                        |
| 38.             | 1913      | Dick Turpin                               | 10                                        | valach                                    | ryzák                                     | Ferencz Janek                             | 11:11,5                                   | 6                                         | 2                                         |
| [ Vítězové 10 ] | 1913      | Hurain                                    |                                           | valach pol.                               |                                           | Wilhelm Reimer                            | 10:57,5                                   | 10                                        | 7                                         |
|                 | 1914–1919 | Dostih se nekonal kvůli I. světové válce  | Dostih se nekonal kvůli I. světové válce  | Dostih se nekonal kvůli I. světové válce  | Dostih se nekonal kvůli I. světové válce  | Dostih se nekonal kvůli I. světové válce  | Dostih se nekonal kvůli I. světové válce  | Dostih se nekonal kvůli I. světové válce  | Dostih se nekonal kvůli I. světové válce  |
| 39.             | 1920      | Jonathan                                  | 11                                        | valach                                    | ryzák                                     | Karel Kozlík                              | 20:15,0                                   | 6                                         | 1                                         |
| 40.             | 1921      | Periwig                                   | 7                                         | valach                                    | ryzák                                     | Josef Syrový                              | 15:32,0                                   | 8                                         | 3                                         |
| 41.             | 1922      | Baldur                                    | 5                                         | valach pol.                               | tmavý hnědák                              | František Gimpl                           | 15:27,0                                   | 7                                         | 2                                         |
| 42.             | 1923      | Landgraf II                               | 5                                         | hřebec pol.                               | ryzák                                     | Jan Pinter                                | 13:29,0                                   | 10                                        | 4                                         |
| 43.             | 1924      | Herero                                    | 12                                        | valach pol.                               | tmavý hnědák                              | Eduard Stärz                              | 13:10,0                                   | 5                                         | 3                                         |
| 44.             | 1925      | Landgraf II                               | 7                                         | hřebec pol.                               | ryzák                                     | Karel Holoubek                            | 19:19,2                                   | 8                                         | 3                                         |
| 45.             | 1926      | All Right II                              | 7                                         | klisna                                    | ryzka                                     | Rudolf Popler                             | 17:44,6                                   | 13                                        | 6                                         |
| 46.             | 1927      | Forum                                     |                                           | valach pol.                               | hnědák                                    | Josef Charous                             | 14:00,0                                   | 13                                        | 5                                         |
| 47.             | 1928      | Vogler                                    | 8                                         | valach pol.                               | ryzák                                     | Hans Schmidt                              | 12:03,9                                   | 14                                        | 10                                        |
| 48.             | 1929      | Ben Hur                                   | 7                                         | valach pol.                               | bělouš                                    | Gustav Schwandt                           | 12:37,0                                   | 12                                        | 4                                         |
| 49.             | 1930      | Gyi Lovam!                                | 8                                         | valach                                    | tmavý hnědák                              | Rudolf Popler                             | 12:00,0                                   | 8                                         | 4                                         |
| 50.             | 1931      | Pohanka                                   | 5                                         | klisna                                    | tmavá hnědka                              | F. Durand                                 | 14:47,8                                   | 12                                        | 5                                         |
| 51.             | 1932      | Remus                                     | 7                                         | valach pol.                               | vraník                                    | Reguiero Spano                            | 12:48,8                                   | 16                                        | 10                                        |
| 52.             | 1933      | Remus                                     | 8                                         | valach pol.                               | vraník                                    | Reguiero Spano                            | 11:24,6                                   | 13                                        | 5                                         |
| 53.             | 1934      | Wahne                                     | 11                                        | klisna                                    | hnědka                                    | H. Wiese                                  | 12:44,0                                   | 12                                        | 8                                         |
| 54.             | 1935      | Herold                                    | 10                                        | valach pol.                               | bělouš                                    | Oskar Lengnik                             | 10:41,4                                   | 8                                         | 5                                         |
| 55.             | 1936      | Herold                                    | 11                                        | valach pol.                               | bělouš                                    | Oskar Lengnik                             | 10:47,0                                   | 15                                        | 8                                         |
| 56.             | 1937      | Norma                                     | 10                                        | klisna pol.                               | plavka                                    | Lata Brandisová                           | 10:47,0                                   | 15                                        | 10                                        |
|                 | 1938–1945 | Dostih se nekonal kvůli II. světové válce | Dostih se nekonal kvůli II. světové válce | Dostih se nekonal kvůli II. světové válce | Dostih se nekonal kvůli II. světové válce | Dostih se nekonal kvůli II. světové válce | Dostih se nekonal kvůli II. světové válce | Dostih se nekonal kvůli II. světové válce | Dostih se nekonal kvůli II. světové válce |
| 57.             | 1946      | Titan                                     | 9                                         | valach pol.                               | tmavý hnědák                              | Miloš Svoboda                             | 11:56,4                                   | 8                                         | 5                                         |
| 58.             | 1947      | Rayon De Lune                             | 12                                        | hřebec                                    | hnědák                                    | Maurice Buret                             | 10:30,8                                   | 16                                        | 10                                        |
| 59.             | 1948      | Var                                       | 9                                         | valach pol.                               | hnědák                                    | Miroslav Kotek                            | 11:03,3                                   | 11                                        | 5                                         |
| 60.             | 1949      | Učeň                                      | 11                                        | valach pol.                               | hnědák                                    | Oldřich Dostál                            | 10:55,3                                   | 18                                        | 5                                         |
| 61.             | 1950      | Var                                       | 11                                        | valach pol.                               | hnědák                                    | Josef Jungmann                            | 11:17,2                                   | 11                                        | 6                                         |
| 62.             | 1951      | Salvator                                  | 10                                        | hřebec                                    | vraník                                    | Vladimír Hejmovský                        | 10:58,0                                   | 16                                        | 9                                         |
| 63.             | 1952      | Vítěz                                     | 13                                        | valach pol.                               | hnědák                                    | Miloš Svoboda                             | 11:25,3                                   | 11                                        | 6                                         |
| 64.             | 1953      | Junák                                     | 10                                        | valach pol.                               | ryzák                                     | Ferdinand Palyza                          | 11:13,5                                   | 14                                        | 5                                         |
| 65.             | 1954      | Unkas                                     | 14                                        | hřebec                                    | tmavý hnědák                              | Ludvík Raimond                            | 13:08,0                                   | 9                                         | 5                                         |
| 66.             | 1955      | 19/51 Furioso XIV                         | 7                                         | hřebec pol.                               | ryzák                                     | Jozef Čajda                               | 11:32,1                                   | 20                                        | 10                                        |
| 67.             | 1956      | Letec                                     | 11                                        | valach                                    | hnědák                                    | Josef Vavroušek                           | 13:14,8                                   | 18                                        | 9                                         |
| 68.             | 1957      | Epigraf                                   | 8                                         | valach                                    | tmavý hnědák                              | Vladimir Nikoforovič Fedin                | 11:27,9                                   | 23                                        | 14                                        |
| 69.             | 1958      | Epigraf                                   | 9                                         | valach                                    | tmavý hnědák                              | Vladimir P. Prachov                       | 13:11,0                                   | 15                                        | 11                                        |
| 70.             | 1959      | Epigraf                                   | 10                                        | valach                                    | tmavý hnědák                              | Vladimir P. Prachov                       | 12:05,2                                   | 17                                        | 8                                         |
| 71.             | 1960      | Grifel                                    | 7                                         | hřebec                                    | ryzák                                     | Ivan L. Avdějev                           | 12:32,0                                   | 14                                        | 8                                         |
| 72.             | 1961      | Grifel                                    | 8                                         | hřebec                                    | ryzák                                     | Ivan L. Avdějev                           | 10:21,3                                   | 13                                        | 6                                         |
| 73.             | 1962      | Gaboj                                     | 6                                         | hřebec                                    | hnědák                                    | Rostislav P. Makarov                      | 10:05,1                                   | 11                                        | 7                                         |
| 74.             | 1963      | Koran                                     | 12                                        | valach                                    | hnědák                                    | František Vítek                           | 10:47,2                                   | 15                                        | 8                                         |
| 75.             | 1964      | Priboj                                    | 7                                         | hřebec pol.                               | ryzák                                     | Valentin Z. Gorelkin                      | 11:33,6                                   | 14                                        | 7                                         |
| 76.             | 1965      | Mocná                                     | 7                                         | klisna                                    | hnědka                                    | František Vítek                           | 10:39,6                                   | 13                                        | 9                                         |
| 77.             | 1966      | Nestor                                    | 7                                         | valach pol.                               | hnědák                                    | Tibor Kňazík                              | 12:22,6                                   | 21                                        | 7                                         |
| 78.             | 1967      | Dresděn                                   | 8                                         | valach                                    | hnědák                                    | A. N. Sokolov                             | 11:34,7                                   | 26                                        | 9                                         |
|                 | 1968      | Dostih se nekonal kvůli okupaci           | Dostih se nekonal kvůli okupaci           | Dostih se nekonal kvůli okupaci           | Dostih se nekonal kvůli okupaci           | Dostih se nekonal kvůli okupaci           | Dostih se nekonal kvůli okupaci           | Dostih se nekonal kvůli okupaci           | Dostih se nekonal kvůli okupaci           |
| 79.             | 1969      | Korok                                     | 7                                         | hřebec                                    | ryzák                                     | Václav Chaloupka                          | 11:01,2                                   | 19                                        | 9                                         |
| 80.             | 1970      | Vezna II                                  | 6                                         | klisna pol.                               | hnědka                                    | Nedělko G. Milev                          | 11:41,2                                   | 23                                        | 13                                        |
| 81.             | 1971      | Korok                                     | 9                                         | hřebec                                    | ryzák                                     | Václav Chaloupka                          | 11:02,8                                   | 20                                        | 10                                        |
| 82.             | 1972      | Korok                                     | 10                                        | hřebec                                    | ryzák                                     | Václav Chaloupka                          | 10:55,2                                   | 18                                        | 8                                         |
| 83.             | 1973      | Stephen’s Society                         | 7                                         | valach                                    | hnědák                                    | Christopher Collins                       | 10:04,9                                   | 20                                        | 8                                         |
| 84.             | 1974      | Mor                                       | 10                                        | valach                                    | hnědák                                    | Karel Benš                                | 10:42,7                                   | 14                                        | 8                                         |
| 85.             | 1975      | Mor                                       | 11                                        | valach                                    | hnědák                                    | Karel Benš                                | 11:01,7                                   | 18                                        | 8                                         |
| 86.             | 1976      | Limit                                     | 8                                         | valach                                    | hnědák                                    | František Zobal                           | 10:59,4                                   | 13                                        | 6                                         |
| 87.             | 1977      | Václav                                    | 9                                         | hřebec                                    | hnědák                                    | Václav Chaloupka                          | 12:15,2                                   | 19                                        | 8                                         |
| 88.             | 1978      | Lancaster                                 | 6                                         | hřebec                                    | ryzák                                     | Jiří Kasal                                | 11:30,6                                   | 17                                        | 5                                         |
| 89.             | 1979      | Legenda                                   | 6                                         | klisna                                    | hnědka                                    | Jiří Chaloupka                            | 11:07,1                                   | 19                                        | 7                                         |
| 90.             | 1980      | Simon                                     | 9                                         | valach pol.                               | hnědák                                    | Vlastimil Knápek                          | 11:47,53                                  | 21                                        | 10                                        |
| 91.             | 1981      | Sagar                                     | 6                                         | hřebec                                    | ryzák                                     | Pavel Liebich                             | 12:46,37                                  | 22                                        | 6                                         |
| 92.             | 1982      | Sagar                                     | 7                                         | valach                                    | ryzák                                     | Pavel Liebich                             | 10:12,4                                   | 25                                        | 6                                         |
| 93.             | 1983      | Sagar                                     | 8                                         | valach                                    | ryzák                                     | Pavel Liebich                             | 10:28,0                                   | 19                                        | 10                                        |
| 94.             | 1984      | Erot                                      | 9                                         | hřebec                                    | hnědák                                    | Nikolaj Chludějev                         | 10:48,9                                   | 16                                        | 4                                         |
| 95.             | 1985      | Festival                                  | 11                                        | valach pol.                               | hnědák                                    | Petr Vozáb                                | 10:36,4                                   | 11                                        | 6                                         |
| 96.             | 1986      | Valencio                                  | 9                                         | valach                                    | černý hnědák                              | Karel Zajko                               | 10:39,04                                  | 14                                        | 6                                         |
| 97.             | 1987      | Železník                                  | 9                                         | valach                                    | ryzák                                     | Josef Váňa                                | 9:56,13                                   | 12                                        | 5                                         |
| 98.             | 1988      | Železník                                  | 10                                        | valach                                    | ryzák                                     | Josef Váňa                                | 10:59,8                                   | 13                                        | 3                                         |
| 99.             | 1989      | Železník                                  | 11                                        | valach                                    | ryzák                                     | Josef Váňa                                | 10:16,3                                   | 25                                        | 8                                         |
| 100.            | 1990      | Libentína                                 | 8                                         | klisna                                    | hnědka                                    | Karel Zajko                               | 9:49,4                                    | 29                                        | 11                                        |
| 101.            | 1991      | Železník                                  | 13                                        | valach                                    | ryzák                                     | Josef Váňa                                | 10:01,1                                   | 22                                        | 10                                        |
| 102.            | 1992      | Quirinus                                  | 10                                        | valach                                    | hnědák                                    | Jaroslav Brečka                           | 10:09,1                                   | 15                                        | 5                                         |
| 103.            | 1993      | Rigoletto                                 | 9                                         | hřebec                                    | černý hnědák                              | Libor Štencl                              | 10:29,0                                   | 9                                         | 1                                         |
| 104.            | 1994      | Erudit                                    | 8                                         | hřebec pol.                               | ryzák                                     | Vladislav Snitkovskij                     | 10:06,7                                   | 19                                        | 13                                        |
| 105.            | 1995      | It’s a Snip                               | 10                                        | valach                                    | ryzák                                     | Charles Mann                              | 10:03,43                                  | 16                                        | 10                                        |
| 106.            | 1996      | Cipísek                                   | 8                                         | valach pol.                               | hnědák                                    | Vladislav Snitkovskij                     | 9:35,00                                   | 21                                        | 10                                        |
| 107.            | 1997      | Vronsky                                   | 9                                         | valach                                    | hnědák                                    | Josef Váňa                                | 10:34,30                                  | 14                                        | 9                                         |
| 108.            | 1998      | Peruán                                    | 10                                        | valach                                    | tmavý hnědák                              | Zdeněk Matysík                            | 10:10,01                                  | 22                                        | 7                                         |
| 109.            | 1999      | Peruán                                    | 11                                        | valach                                    | tmavý hnědák                              | Zdeněk Matysík                            | 9:16,00                                   | 16                                        | 9                                         |
| 110.            | 2000      | Peruán                                    | 12                                        | valach                                    | tmavý hnědák                              | Zdeněk Matysík                            | 9:29,00                                   | 15                                        | 10                                        |
| 111.            | 2001      | Chalco                                    | 8                                         | valach                                    | hnědák                                    | Peter Gehm                                | 10:04,52                                  | 21                                        | 10                                        |
| 112.            | 2002      | Maskul                                    | 8                                         | valach                                    | hnědák                                    | Peter Gehm                                | 10:22,70                                  | 17                                        | 10                                        |
| 113.            | 2003      | Registana                                 | 7                                         | klisna                                    | hnědka                                    | Peter Gehm                                | 9:30,14                                   | 19                                        | 10                                        |
| 114.            | 2004      | Registana                                 | 8                                         | klisna                                    | hnědka                                    | Peter Gehm                                | 9:15,48                                   | 17                                        | 7                                         |
| 115.            | 2005      | Maskul                                    | 11                                        | valach                                    | hnědák                                    | Dirk Fuhrmann                             | 9:11,21                                   | 16                                        | 7                                         |
| 116.            | 2006      | Decent Fellow                             | 11                                        | valach                                    | ryzák                                     | Josef Bartoš                              | 9:20,60                                   | 17                                        | 8                                         |
| 117.            | 2007      | Sixteen                                   | 7                                         | klisna                                    | bělka                                     | Dušan Andrés                              | 9:18,66                                   | 14                                        | 9                                         |
| 118.            | 2008      | Sixteen                                   | 8                                         | klisna                                    | bělka                                     | Josef Bartoš                              | 8:58,99                                   | 16                                        | 8                                         |
| 119.            | 2009      | Tiumen                                    | 8                                         | valach                                    | tmavý hnědák                              | Josef Váňa                                | 9:19,56                                   | 25                                        | 18                                        |
| 120.            | 2010      | Tiumen                                    | 9                                         | valach                                    | tmavý hnědák                              | Josef Váňa                                | 9:03,73                                   | 19                                        | 12                                        |
| 121.            | 2011      | Tiumen                                    | 10                                        | valach                                    | tmavý hnědák                              | Josef Váňa                                | 9:15,29                                   | 14                                        | 9                                         |
| 122.            | 2012      | Orphee des Blins                          | 10                                        | klisna                                    | hnědka                                    | Jan Faltejsek                             | 9:13,39                                   | 23                                        | 15                                        |
| 123.            | 2013      | Orphee des Blins                          | 11                                        | klisna                                    | hnědka                                    | Jan Faltejsek                             | 9:33,22                                   | 20                                        | 6                                         |
| 124.            | 2014      | Orphee des Blins                          | 12                                        | klisna                                    | hnědka                                    | Jan Faltejsek                             | 9:08,25                                   | 22                                        | 17                                        |
| 125.            | 2015      | Ribelino                                  | 7                                         | valach                                    | hnědák                                    | Pavel Kašný                               | 8:56,01                                   | 22                                        | 11                                        |
| 126.            | 2016      | Charme Look                               | 9                                         | valach                                    | tmavý hnědák                              | Jan Faltejsek                             | 9:42,86                                   | 15                                        | 11                                        |
| 127.            | 2017      | No Time to Lose                           | 8                                         | valach                                    | hnědák                                    | Jan Kratochvíl                            | 9:39,98                                   | 19                                        | 8                                         |
| 128.            | 2018      | Tzigane Du Berlais                        | 7                                         | valach                                    | hnědák                                    | Jan Faltejsek                             | 9:05,56                                   | 20                                        | 13                                        |
| 129.            | 2019      | Theophilos                                | 9                                         | valach                                    | hnědák                                    | Josef Bartoš                              | 9:28,76                                   | 20                                        | 12                                        |
| 130.            | 2020      | Hegnus                                    | 12                                        | valach                                    | hnědák                                    | Lukáš Matuský                             | 9:22,99                                   | 18                                        | 13                                        |
| 131.            | 2021      | Talent                                    | 10                                        | valach                                    | ryzák                                     | Pavel Složil ml.                          | 9:12,79                                   | 18                                        | 9                                         |
| 132.            | 2022      | Mr Spex                                   | 8                                         | valach                                    | hnědák                                    | Lukáš Matuský                             | 9:31,24                                   | 15                                        | 8                                         |
| 133.            | 2023      | Sacamiro                                  | 10                                        | valach                                    | hnědák                                    | Jan Faltejsek                             | 9:28,27                                   | 18                                        | 8                                         |
| 134.            | 2024      | Godfrey                                   | 8                                         | valach                                    | tmavý hnědák                              | Jan Faltejsek                             | 9:40,00                                   | 16                                        | 10                                        |
| 134.            | 2024      | Sexy Lord                                 | 8                                         | valach                                    | ryzák                                     | Jaroslav Myška                            | 9:40,00                                   | 16                                        | 10                                        |

1. ↑  Roku 1881 Hector Baltazzi zvítězil navzdory zranění – zlomení klíční kosti, které utržil během dostihu při pádu[8]
2. ↑  George Williamson je jediným jezdcem, kterému se podařilo zvítězit jak ve Velké liverpoolské, tak i Velké pardubické steeplechase[7]
3. ↑  Roku 1892 byly první dvě dvojice v cíli, klisna Lady Anne s jezdcem V. Fletcherem a Wolf s K. Geogheganem, diskvalifikovány pro objetí překážky[51]
4. ↑  Roku 1900 byla první dvojice v cíli, klisna Sláva s jezdcem K. Bastianem, diskvalifikována pro křižování dráhy[51]
5. ↑  Počet koní v dostihu 1903 se uvádí též 7[50] a 6[62]
6. ↑  Počet koní v cíli 1903 se uvádí též  3[50]
7. ↑  Roku 1910 musela být překážka č. 3 (vodní příkop) z kurzu vynechána. Po silných deštích byl příliš rozvodněný. Voda se držela ve všech příkopech a půda byla velmi hluboká.
8. ↑  František Bartosch byl prvním občanem města Pardubic, který zvítězil ve Velké pardubické steeplechase. Vítězství s Jamagatou roku 1912 dosáhli navzdory tomu, že se v polovině dostihu utrhly třmeny sedla.[8]
9. ↑  Pardubická steeplechase armády – dostih na totožném kurzu a s totožnými překážkami pořádaný paralelně s Velkou pardubickou steeplechase, ve kterém však mohli startovat pouze armádní důstojníci[63]
10. ↑  Pardubická steeplechase armády[64]
11. ↑  Roku 1920 byli Jonathan a Karel Kozlík diskvalifikování pro překročení času, ačkoli do cíle dorazili jako první (a jediní). Po přibližně 50 letech byla diskvalifikace zpětně zrušena a jména zapsána do oficiální listiny vítězů. Zasloužil se o to Miloš Svoboda, když na základě historických pramenů prokázal, že trať byla chybou měření delší, než měla ve skutečnosti být, a proto i časový limit 19:20 byl kratší, než měl být. Podle dostupných pramenů se o tom ani Karel Kozlík ani Jonathan patrně už nedozvěděli.[36].
12. ↑  Jan Pinter se též uvádí jako Jan Pintér[61] nebo Jánoš Pinter[62]
13. ↑  All Right II  a Rudolf Popler zvítězili v roce 1926 navzdory čtyřem svým pádům v průběhu dostihu
14. ↑  Vítězný Titan a Miloš Svoboda jako jediní v roce 1946 prošli celou trať bez chyby.[8]
15. ↑  Dresděn je též uváděn pod jménem Dresden[53][61]
16. ↑  Od roku 1982 startoval Sagar jako valach[53]
17. ↑  Původní vítěz roku 2008 Amant Gris se žokejem Markem Stromským byl později diskvalifikován.
18. ↑  Roku 2014 dostali vítězný jezdec Jan Faltejsek a druhý v pořadí Josef Sovka od rozhodčích trest za nadměrné používání biče vůči svým koním (Orphee des Blins a Al Jazovi).[31]
19. ↑  Původní vítěz roku 2015 Nikas se žokejem Markem Stromským musel být podle pravidel později diskvalifikován.[31]
20. ↑  V roce 2016 dokázal Charme Look zvítězit o 10 délek navzdory tomu, že při dostihu ztratil pravou přední podkovu

### Opakovaná vítězství – jezdci
| Počet vítězství | Jezdec                | Roky a koně                                                                                               |
| --------------- | --------------------- | --- |
| 8×              | Josef Váňa            | 1987, 1988, 1989, 1991 Železník, 1997 Vronsky, 2009, 2010, 2011 Tiumen                                    |
| 7×              | Jan Faltejsek         | 2012, 2013, 2014 Orphee des Blins, 2016 Charme Look, 2018 Tzigane du Berlais, 2023 Sacamiro, 2024 Godfrey |
| 4×              | Václav Chaloupka      | 1969, 1971, 1972 Korok, 1977 Václav                                                                       |
| 4×              | Peter Gehm            | 2001 Chalco, 2002 Maskul, 2003, 2004 Registána                                                            |
| 3×              | Hector Baltazzi       | 1881, 1883 Victoria, 1887 Woodman                                                                         |
| 3×              | Richard Fletcher      | 1886 Hanno, 1889 Parisis, 1891 Lady Anne                                                                  |
| 3×              | Edward Geoghegan      | 1894, 1896 Lady Anne, 1897 Magyarád                                                                       |
| 3×              | Thomas H. Buckenham   | 1899 Slava, 1900 Magyarád, 1904 Dennis                                                                    |
| 3×              | Pavel Liebich         | 1981, 1982, 1983 Sagar                                                                                    |
| 3×              | Zdeněk Matysík        | 1998, 1999, 2000 Peruán                                                                                   |
| 3×              | Josef Bartoš          | 2006 Decent Fellow, 2008 Sixteen, 2019 Theophilos                                                         |
| 2×              | Franz von Metternich  | 1877, 1878                                                                                                |
| 2×              | M. Philips            | 1880, 1888                                                                                                |
| 2×              | George Williamson     | 1890, 1893                                                                                                |
| 2×              | Ulrich Rosák          | 1902, 1903                                                                                                |
| 2×              | M. Seifert            | 1905, 1910                                                                                                |
| 2×              | Rudolf Popler         | 1926, 1930 (r. 1932 bylo vítězství sporné)                                                                |
| 2×              | Ruggiero Spano        | 1932, 1933                                                                                                |
| 2×              | Oscar Lengnik         | 1935, 1936                                                                                                |
| 2×              | Miloš Svoboda         | 1946, 1952                                                                                                |
| 2×              | Vladimir P. Prachov   | 1958, 1959                                                                                                |
| 2×              | Ivan L. Avdějev       | 1960, 1961                                                                                                |
| 2×              | František Vítek       | 1963, 1965                                                                                                |
| 2×              | Karel Benš            | 1974, 1975                                                                                                |
| 2×              | Karel Zajko           | 1986, 1990                                                                                                |
| 2×              | Vladislav Snitkovskij | 1994, 1996                                                                                                |

Dosud (tj. do roku 2023 včetně) se podařilo jedinému Peteru Ghemovi zvítězit čtyřikrát po sobě, pokaždé však spolu s jiným koněm. Jedné dvojici jezdec–kůň se podařilo zvítězit čtyřikrát: Josefu Váňovi a Železníkovi. Šesti dvojicím jezdec-kůň se podařilo zvítězit třikrát.

### Opakovaná vítězství – koně
| Počet vítězství | Kůň              | Roky a jezdci                                                   |
| --------------- | ---------------- | --------------------------------------------------------------- |
| 4×              | Železník         | 1987, 1988, 1989, 1991 Josef Váňa                               |
| 3×              | Brigand          | 1875 George Herbert, 1877, 1878 Franz Metternich                |
| 3×              | Lady Anne        | 1891 Richard Harry Fletcher, 1894, 1896 Edward Geoghegan        |
| 3×              | Epigraf          | 1957 Vladimir Nikoforovič Fedin, 1958, 1959 Vladimir P. Prachov |
| 3×              | Korok            | 1969, 1971, 1972 Václav Chaloupka                               |
| 3×              | Sagar            | 1981, 1982, 1983 Pavel Liebich                                  |
| 3×              | Peruán           | 1998, 1999, 2000 Zdeněk Matysík                                 |
| 3×              | Tiumen           | 2009, 2010, 2011 Josef Váňa                                     |
| 3×              | Orphee des Blins | 2012, 2013, 2014 Jan Faltejsek                                  |
| 2×              | Victoria         | 1881, 1900                                                      |
| 2×              | Alphabet         | 1890, 1892                                                      |
| 2×              | Magyarád         | 1897, 1900                                                      |
| 2×              | Jour Fix         | 1902, 1903                                                      |
| 2×              | Landgraf II      | 1923, 1925                                                      |
| 2×              | Remus            | 1932, 1933                                                      |
| 2×              | Herold           | 1935, 1936                                                      |
| 2×              | Var              | 1948, 1950                                                      |
| 2×              | Grifel           | 1960, 1961                                                      |
| 2×              | Mor              | 1974, 1975                                                      |
| 2×              | Maskul           | 2002, 2005                                                      |
| 2×              | Registana        | 2003, 2004                                                      |
| 2×              | Sixteen          | 2007, 2008                                                      |

Dosud (tj. do roku 2023 včetně) se podařilo 5 koním zvítězit ve třech po sobě jdoucích ročnících, z toho jedné klisně (Orphee de Blins).

### Statistika vítězství koní dle pohlaví
Aktualizováno po ročníku 2023. Není započítán dostih z roku 1909, kdy cílem neprošel žádný kůň, ani dva závody Velké pardubické armády z let 1912 a 1913.
| Pohlaví | Počet | Počet pol. | Celkem |
| ------- | ----- | ---------- | ------ |
| Hřebec  | 26    | 5          | 31     |
| Klisna  | 17    | 9          | 26     |
| Valach  | 54    | 21         | 75     |
| Celkem  | 97    | 35         | 132    |

## Fatální zranění – jezdci
V hlavním dostihu Velké pardubické dosud (tj. do roku 2023 včetně) nezemřel žádný z jezdců ani jezdkyň a ani neutrpěl žádné fatální zranění. Některá zranění si sice vyžádala převoz jezdce do nemocnice (například Martina Lišky v roce 2023), ale ani taková nikdy neměla dlouhodobé následky.
Několik závažných nehod se událo při doprovodných dostizích hlavního dostihu.
| Rok  | Jezdec          | Věk | Dostih                            | Místo nehody | Typ zranění                                                               | Okolnosti |
| ---- | --------------- | --- | --------------------------------- | ------------ | ------------------------------------------------------------------------- | --- |
| 1932 | Rudolf Popler   | 33  | Memoriál Kinského                 | dvojbradlí   | poranění lebky a poškození mozku, úmrtí                                   | Klisna Ella nešťastně zakopla o překážku a při pádu zalehla svého jezdce. Rudolf Popler zemřel při převozu do nemocnice. Klisna se při pádu nezranila. Kapitán Rudolf Popler se pravidelně účastnil Velké pardubické steeplechase již od roku 1923 a několikrát zvítězil. Byl velmi respektovaným jezdcem, všeobecně oblíbeným člověkem, vyučoval ve vojenské jezdecké škole v Pardubicích a v jezdectví reprezentoval Československo na Olympijských hrách v Paříži 1924. Memoriálu Kinského se rozhodl účastnil po konci hlavního dostihu Velké pardubické steeplechase téhož dne, ve kterém dojel na druhém místě, přičemž pořadí prvních dvou bylo velice sporné.                                                                                             |
| 1949 | Lata Brandisová | 54  | Memoriál kapitána Rudolfa Poplera | hadí příkop  | fraktura lebeční kosti, žeber, klíční kosti a nohy, poranění páteře, kóma | Zranění byla způsobena jednak hrozivě vyhlížejícím hromadným pádem (přičemž jezdkyně ani její klisna Naďa nebyly viníky pádu), jednak kopyty později doskakujících koní. Slečna Brandisová neměla v dostihu přilbu, protože podle svých slov „svou přilbu půjčila někomu, kdo se bál jet bez ní“. Z kómatu se probrala po týdnu. Od zranění se již žádného dostihu nemohla zúčastnit, do konce života se pak při chůzi téměř neobešla bez hůlky. Komtesa Lata Brandisová byla velmi respektovaná a uznávaná jezdkyně, byla velice oblíbená mezi veřejností i mezi ostatními jezdci, mnohokrát se účastnila i hlavního dostihu Velké pardubické steeplechase, stala se první jezdkyní v historii (1927) a také první jezdkyní, která hlavní dostih vyhrála (1937). |

1. ↑  Překážka dvojbradlí je dnes pojmenována na počest a památku Rudolfa Poplera – Poplerův skok. Memoriál Kinského byl přejmenován na Memoriál kapitána Rudolfa Poplera.

Za jedinou smrt jezdce spojenou s účastí ve Velké pardubické steeplechase je možné považovat smrt Vladimíra Hejmovského, vítěze z roku 1951 s hřebcem Salvatorem. Vladimír Hejmovský však nezemřel na následky zranění z dostihu, ale v průběhu výslechu Státní bezpečnosti (StB).
Vladimír Hejmovský (původním jménem Vladimír Alexandrovič Gejmovskij) byl původem polský šlechtic narozený v Litvě. Vystudoval vojenskou akademii v Petrohradu a účastnil se bojů při sovětské revoluci na straně carské armády, v nichž získal hodnost podplukovníka. Po rozpuštění armády v roce 1920 a nuceném odchodu z Ruska se uchýlil do Československa. Zde se stal vojenským důstojníkem dělostřelectva a pracoval jako cvičitel jízdy na koních a zemědělský inženýr. Vladimír Hejmovský byl podle osobních svědectví velmi čestný a charismatický muž, velmi společenský a tělem i duší sportovec. Byl oblíbeným instruktorem jízdy na koni a měl přirozený respekt u lidí i u koní. Koně měl po celý život opravdu rád a mimořádně dobře jim rozuměl. Skokovému jezdectví se jako vojenský důstojník věnoval po celý život, dostihovému sportu se začal věnovat až po odchodu do důchodu. Roku 1951 se připravoval na Velkou pardubickou steeplechase se svým vlastním a nadějným koněm – klisnou Asjou, která ale měsíc před startem zahynula při srážce s neopatrným motocyklistou. Proto mu přítel lékárník Werner pro dostih půjčil svého koně Salvatora, který byl pro Velkou pardubickou steeplechase také trénován. Na společnou přípravu jim do startu dostihu zbýval jediný týden. I za tak krátký čas si však se Salvatorem dokázal vytvořit opravdu hluboký vztah a důvěru. I přes mimořádně krátký čas na přípravu a nejvyšší věk na jezdce v celé historii Velké pardubické steeplechase (59 let) se Vladimíru Hejmovskému a Salvatorovi podařilo nejen zvítězit, ale i projít celým dostihem jako jediným v tento rok zcela bez chyb. Dosud zcela neznámý jezdec si za to vysloužil veliké uznání od obecenstva i od dostihových odborníků. Bohužel, svým úspěchem na sebe přitáhl pozornost i StB, která se o něj začala zajímat pro jeho původ a minulost. Necelý rok po té, 10. září 1952, Vladimír Hejmovský tragicky zemřel pravděpodobně na následky mučení při výslechu StB, popřípadě sebevraždou (vyskočením z okna ve 4. patře) v průběhu výslechu (pravděpodobně aby se vyhnul deportaci do gulagu po odmítnutí spolupráce s StB, což se ruským emigrantům v té době velmi často stávalo). Obraz o mimořádně zajímavém životním příběhu Vladimíra Hejmovského a jeho smrti investigativně rozkryl a popsal ve své knize Pavel Kovář.

## Fatální zranění – koně
Dosud za 133 ročníků (tj. do roku 2023 včetně) zemřelo při dostihu nebo na následky zranění 68 koní (další 2 jména, Gemer a Váh (1992), nejsou prameny jednoznačně doložena). V dlouhodobém průměru se tedy stane více než jedno fatální zranění zvířete každé dva roky. Nejtragičtějším rokem Velké pardubické steeplechase byl rok 1927, v němž zemřeli 4 koně. Nejběžnějšími z fatálních zranění jsou tříštivé zlomeniny nohou, zlomení vazu a naprosté vyčerpaní.
V následující tabulce byla jména koní, místa a typy a okolnosti jejich zranění převzata z literatury o historii Velké pardubické steeplechase a ze sportovních zpráv médií. Některé chybějící faktické informace pak byly doplněny ze startovních listin.
| Rok  | Kůň          | Věk | Pohlaví | Místo nehody                                                     | Typ zranění                                              | Okolnosti |
| ---- | ------------ | --- | ------- | ---------------------------------------------------------------- | -------------------------------------------------------- | --- |
| 1874 | Strizzel     |     | hřebec  | bulfinš                                                          | zlomení vazu                                             | Úraz při skoku přes překážku a za ní ležícího koně, pád na hlavu, zabil se na místě. |
| 1878 | Trouville    | 4   | klisna  | zeď                                                              | zlomení kříže                                            | Úraz při doskoku, utracena po dostihu (zastřelením). |
| 1893 | Courage      | 5   | valach  | drop                                                             | zlomení nohy ve spěnce                                   | Úraz při doskoku, utracen po dostihu (zastřelením.) |
| 1896 | Walter       | 6   | valach  | dvojskok                                                         |                                                          | Těžký úraz při doskoku, utracen na závodišti. |
| 1899 | Victor       |     | valach  | cílová rovina                                                    | úplné vyčerpání a chrlení krve                           | Hrubé zacházení ze strany žokeje, který chtěl dosáhnout prvního místa (v dostihu zbývali už jen dva soupeři), utracen. |
| 1901 | Senator II   |     | valach  | hadí příkop                                                      | zlomení kříže (dle zlomení lopatky)                      | Úraz při doskoku na mrazem ztvrdlou půdu, utracen. |
| 1912 | Kulík        | 8   | valach  | popkovický skok                                                  | zranění páteře                                           | Úraz při doskoku, pád na hlavu, utracen na místě (zastřelením). Kulík v tu chvíli byl ve vedení dostihu. |
| 1913 | Stamford     |     | valach  | velké zahrádky                                                   | zranění páteře                                           | Úraz při pádu, utracen. Stamford byl po většinu dostihu ve vedení, v poslední části však již byl velmi vyčerpaný. |
| 1921 | Magyar leány | 4   | klisna  | malý vodní příkop                                                | zlomení zadní končetiny                                  | Úraz při doskoku, utracena Pojišťovna ohodnotila život klisny na 80.000 Kčs. |
| 1922 | Leffers II   | 5   | valach  | po dosažení cíle (2. místo)                                      | úplné vyčerpání a zchvácení                              | Žokej donutil koně dokončit dostih i přes pád na vodním příkopu a očividné únavě způsobené silně rozmoklou a měkkou půdou. Za cílem kůň padl vyčerpáním, po vyšetření byl utracen. Podle veterinářů byl příčinou úplného vyčerpání nedostatečný trénink. |
| 1927 | Eba          | 8   | klisna  | suchý příkop                                                     | poranění páteře                                          | Úraz pádem při doskoku zadníma nohama do příkopu. Po pádu zůstala ležet bez hnutí, po odvezení a vyšetření byla utracena. |
| 1927 | All right II | 8   | klisna  | část dráhy u Popkovic                                            | zlomení nohy ve spěnce                                   | Úraz v důsledku nešťastného šlápnutím do prohlubně na trati, utracena na místě (zastřelením). All right II byla vítězkou předešlého ročníku Velké pardubické steeplechase (tj. roku 1926). |
| 1927 | Landgraf II  | 9   | valach  | popkovický oblouk                                                | úplné ochromnutí                                         | Naprosté vysílení (až do zhroucení) způsobené velmi měkkou půdou, utracen na místě. Langraf II byl vítězem Velké pardubické steeplechase v letech 1923 a 1925, v roce 1926 byl druhý. |
| 1927 | Doyen        |     | valach  | velký Taxisův příkop                                             | zlomení vazu                                             | Úraz kvůli krátkému doskoku (tj. pádem do příkopu), zabil se na místě. |
| 1933 | Regalon      | 10  | valach  | hadí příkop                                                      | zlomení vazu                                             | Úraz při pádu na hlavu po sklouznutí do příkopu, před kterým se zarazil. Regalon byl jedním z hlavních favoritů dostihu. V tomto roce na hadím příkopu upadli všichni koně. |
| 1950 | Rival        | 6   | hřebec  | malý vodní příkop                                                | zlomení zadní končetiny                                  | Úraz při doskoku, utracen. Rival byl jedním ze dvou favoritů dostihu. |
| 1950 | Čingischán   | 7   | hřebec  | velký anglický skok                                              | úplné vyčerpání a zchromnutí                             | Únava způsobená zřejmě příliš vysokým tempem, velmi hlubokou oranicí a skoky přes hadí příkop a velký vodní příkop. Před velkým anglickým skokem byl z dostihu vzat. Utracen po dostihu pro značné zchromnutí. |
| 1956 | Gejša        | 9   | klisna  | Poplerův skok                                                    | zlomení žeber, poranění plic                             | Zranění pádem na rozbitá břevna překážky, která předtím poškodili koně z vedoucí skupiny. Po pádu jezdec znovu nasedl a pokračoval v dostihu, klisnu zastavil až u dropu pro její silné krvácení. Utracena. |
| 1956 | Brouk        | 13  | valach  | velký Taxisův příkop                                             | rozdrcení bederních obratlů                              | Úraz krátkým doskokem a pádem na hranu příkopu, utracen. Brouk startoval ve Velké pardubické steeplechase po šesté, v 1952 a 1955 byl na 2. místě, v letech 1951 a 1953 na 3. místě. |
| 1960 | Pastela      | 12  | klisna  | malá zahrádka                                                    | zlomení vazu                                             | Úraz při doskoku pádem na hlavu, zabila se na místě (dle nebylo zranění smrtelné bezprostředně, ale byla utracena). Do chvíle pádu byla Pastela součástí vedoucí skupiny dostihu. |
| 1960 | Viza         |     | klisna  | velký Taxisův příkop                                             | zlomení pravé přední končetiny                           | Úraz pádem do příkopu, utracena (po odvezení z dráhy) |
| 1962 | Cheder       | 10  | valach  | proutěná překážka (č. 29)                                        | zlomení končetiny                                        | Úraz při pádu, utracen |
| 1962 | Kolar        | 9   | hřebec  | velký Taxisův příkop                                             | proražení lebeční kosti                                  | Úraz pádem na hlavu do příkopu. Před skokem mu zkřížil dráhu soupeř. Utracen na místě. |
| 1964 | Div          | 9   | valach  | velký Taxisův příkop                                             | těžké zranění končetiny                                  | Úraz při doskoku, utracen druhého dne po dostihu po marných pokusech o jeho záchranu |
| 1967 | Zamysel      |     | hřebec  | velký Taxisův příkop                                             | zlomení krčních obratlů                                  | Úraz při doskoku na okraj příkopu způsobeném časným odskokem, utracen po dostihu. |
| 1967 | Rubel        | 9   | hřebec  | velký anglický skok                                              | přetržení levého spěnkového kloubu a šlachy ohybače      | Úraz patrně v důsledku únavy z vysokého tempa. Rubel padl již na francouzském skoku, pokračoval však dále, podařilo se mu časovou ztrátu překonat, a dokonce těsně dohnat vedoucí skupinu v těžké oranici. Po zranění byl převezen do veterinární nemocnice a po vyšetření utracen. |
| 1969 | Vaga         | 9   | klisna  | velký Taxisův příkop a popkovický skok                           | utržení křížové kosti a ulomení sedacího hrbolu          | Pokračovala i přes zranění z velkého Taxisova příkopu. |
| 1969 | Japan        | 10  | valach  | Havlův skok                                                      | zlomení druhého krčního obratle                          | Krátký doskok. |
| 1969 | Blankyt      | 8   | hřebec  | velký Taxisův příkop                                             | silně naštípnutá kopytní kost                            | Úraz v důsledku pádu, utracen ve veterinární nemocnici. |
| 1970 | Liban        | 10  | valach  | velký Taxisův příkop                                             |                                                          | Úraz v důsledku krátkého doskoku, utracen ve veterinární nemocnici. |
| 1970 | Bilet        | 7   | hřebec  | velký Taxisův příkop a malý anglický skok                        | zlomení bederních obratlů                                | Úraz v důsledku krátkého doskoku. Pokračoval i přes zranění na velkém Taxisově příkopu. |
| 1971 | Kostrava     | 10  | klisna  | velký Taxisův příkop                                             | zlomení krčních obratlů                                  | Úraz v důsledku krátkého doskoku, pád na hlavu. V roce 1970 byla Kostrava na 3. místě. |
| 1971 | Ria          | 12  | klisna  | velký Taxisův příkop a Havlův skok                               | zlomení žeber                                            | Úraz při doskoku, dostih dokončila (doběhla desátá). Zemřela později v důsledku zranění. |
| 1973 | Metas        | 7   | valach  | seskok (12. překážka)                                            | zlomení křížové kosti                                    | Úraz při doskoku, utracen. |
| 1975 | Sandra II    | 6   | klisna  | velký Taxisův příkop                                             | zlomení 2. krčního obratle (dle výslovně zlomený vaz)    | Úraz kvůli krátkému skoku, utracena. |
| 1977 | Úskok        | 9   | hřebec  | velký Taxisův příkop                                             | zlomení 2. krčního obratle                               | krátký skok |
| 1981 | Lancaster    | 9   | hřebec  | přírodní plot s překážkou (2. překážka)                          | zlomení spěnkové kosti                                   | Úraz při doskoku, utracen. Trať byla po deštích velmi rozmoklá, a tedy náročná. Lancaster patřil k favoritům ročníku, v roce 1978 zvítězil, v roce 1979 byl na 3. místě a roku 1980 na 2. místě. |
| 1982 | Pahang       | 10  | valach  | irská lavice                                                     | zranění bederních obratů, utržení křížové kosti          | Úraz při příliš prudkém skoku na překážku a náraz na její hranu, utracen na místě Pahang se o přeskočení překážky pokoušel o své vůli, kvůli přetrženému řemínku ho jeho jezdec nemohl zcela ovládat. |
| 1983 | Klotild      | 8   | klisna  | proutěná překážka (23. překážka)                                 | luxace spěnkového a kopytního kloubu                     | Utracena |
| 1984 | Futbol       | 6   | hřebec  | velký Taxisův příkop                                             | těžké zranění krčních obratlů                            | Hromadný pád zavinila nekázeň některých jezdců, kdy se mnoho koní odrazilo předčasně, úraz při doskoku, utracen. |
| 1984 | Emanuel      | 10  | valach  | velký Taxisův příkop                                             | fraktura hlezenního kloubu a kosti                       | Hromadný pád zavinila nekázeň některých jezdců, kdy se mnoho koní odrazilo předčasně, utracen. |
| 1984 | Kapellan     | 7   | hřebec  | velký Taxisův příkop (4. překážka) a malé zahrádky (8. překážka) | zlomení pravé zadní končetiny                            | Pokračoval i přes zranění na velkém Taxisově příkopu. Po úrazu ošetřen, převezen zpět do Sovětského svazu, později utracen. |
| 1985 | Santos       | 8   | valach  | po dosažení cíle (3. místo)                                      | úplné vyčerpání                                          | Uhynul o 2 dny později na selhání jater a ledvin (ovšem dle byl utracen). Po celou sezónu byl v enormní námaze, před startem navíc patrně onemocněl blíže nezjištěnou nemocí. Až do cílové rovinky byl na 1. místě a jako jeden ze dvou koní prošel celou trať bez chyby. Jezdec Kamil Kuchovský za smrt Santose zcela jistě nemohl, na čemž se shodovali všichni znalci i jezdci. Vinu za smrt Santose nesli jeho majitelé, kteří jej do dostihu silně prosazovali, ačkoli museli vědět, že není zdráv. Podle Kamila Kuchovského byl Santos velmi chytrý a sympatický kůň, který se nechtěl vzdávat a chtěl vítězit. |
| 1986 | Lozorno      | 7   | hřebec  | velký Taxisův příkop                                             | zlomení krčních obratlů                                  | Úraz při doskoku |
| 1989 | Gajsan       | 6   | valach  | velký Taxisův příkop                                             | zlomení krčních obratlů                                  | (žádné další podrobnosti zdroje neuvádí) |
| 1989 | Caribo       | 14  | valach  | malý vodní příkop                                                | fraktura první ramenní kosti                             | Utracen po dostihu |
| 1989 | Torfha       | 11  | klisna  | velký Taxisův příkop                                             | fraktura prvního krčního obratle a zlomení křížové kosti | Úraz při skoku přes překážku bez jezdce, kterého ztratila po pádu na malém vodním příkopu. Utracena. Zda Torfha chtěla pokračovat sama, protože závodila ráda, nebo jen kvůli pudu stáda, zdroje neuvádí. |
| 1990 | Grand Cheval | 9   | valach  | malý vodní příkop                                                |                                                          | uhynul |
| 1990 | Formát       | 7   | hřebec  | velký Taxisův příkop                                             |                                                          | (žádné další podrobnosti zdroje neuvádí) |
| 1991 | Pauza        | 6   | klisna  | velký Taxisův příkop                                             | zlomený vaz                                              | (žádné další podrobnosti zdroje neuvádí) |
| 1991 | Disco        | 7   | hřebec  | Poplerův skok                                                    | zlomená pravá přední noha                                | (žádné další podrobnosti zdroje neuvádí) |
| 1992 | Váh          | 6   | hřebec  | Havlův skok                                                      | zlomený vaz                                              | (informaci se nepodařilo ověřit[zdroj?], žádného pozdějšího dostihu se však Váh již nikdy nezúčastnil ani nebyl do žádného přihlášen) |
| 1992 | Gemer        | 8   | valach  | po dosažení cíle (5. místo)                                      | vyčerpání                                                | (informaci se nepodařilo ověřit[zdroj?], žádného pozdějšího dostihu se však Gemer již nikdy nezúčastnil ani nebyl do žádného přihlášen) |
| 1992 | Hartiche     | 11  | valach  | velký Taxisův příkop                                             |                                                          | Úraz při pádu, uhynul |
| 1998 | Damion       | 7   | hřebec  | Popkovický skok                                                  | zlomení nohy                                             | pád při hromadné srážce koní, utracen |
| 1999 | Celestano    | 12  | valach  | prodloužený Taxisův příkop                                       | zlomení nohy                                             | utracen |
| 2001 | Anatole      | 11  | valach  | proutěná překážka (č. 29)                                        | zlomený vaz                                              | zakopnutí o překážku, zabití pádem. Anatole byl velkým favoritem roku 2001. |
| 2002 | Chalco       | 10  | valach  | zadržen po malých zahrádkách                                     | tříštivá zlomenina patní kosti                           | utracen na Brněnské veterinární klinice. Chalco obhajoval své vítězství z roku 2001. |
| 2005 | Takagi       | 10  | valach  | cílová rovina                                                    | vyčerpání                                                | uhynul |
| 2007 | Polárník     | 8   | valach  | začátek cílové roviny                                            | těžké zranění spěnkového kloubu                          | Úraz v důsledku špatného došlápnutí 500 metrů před cílem. Převezen do Brněnské veterinární kliniky a po dvou dnech utracen. |
| 2007 | Cieszymir    | 9   | valach  | velký Taxisův příkop                                             | zlomenina nohy v lopatce                                 | nedostatečný odraz v hromadném pádu koní, utracen. Cieszymir musel před překážkou téměř zastavit kvůli koni před sebou, který se překážky vylekal. Proto se Cieszymir téměř nemohl odrazit a skrz plot propadl na hranu příkopu. Hromadný pád zavinili jezdci, neboť vedli koně na překážku v hloučku v jednom místě, nikoli v celé šíři, a navzdory pokynům trenérů se k překážce dostali první ti koně, kterým by se lépe překonávala v závěsu za těmi zkušenějšími. V roce 2006 byl Cieszymir na 3. místě |
| 2008 | Klip         | 12  | valach  | prodloužený Taxisův příkop                                       | zlomenina zadní končetiny                                | utracen na místě |
| 2009 | Shirley      | 8   | klisna  | velký vodní příkop                                               | tříštivá zlomenina přední končetiny                      | utracena |
| 2013 | Mount Sion   | 7   | valach  | malý vodní příkop                                                | zlomenina levé přední nohy                               | úraz při pádu, utracen |
| 2014 | Zulejka      | 9   | klisna  | velký Taxisův příkop                                             | zlomený vaz                                              | Před příkopem do Zulejky vrazil jiný kůň, v důsledku toho se neodrazila, nýbrž jen proběhla skrz živý plot a nešťastně padla do příkopu. Utracena. |
| 2018 | Vicody       | 9   | valach  | velký Taxisův příkop                                             | zlomenina levé přední nohy                               | příliš nízký skok, utracen po dostihu (uspáním) |
| 2019 | Krocoleon    | 9   | valach  | suchý příkop (č. 22)                                             | zlomenina páteře                                         | klopýtnutí po doskoku, uhynul |
| 2020 | Sottovento   | 8   | valach  | velký Taxisův příkop                                             | zlomený vaz                                              | pád na hranu příkopu po nedostatečném odrazu, utracen. 26. oběť překážky v historii Sottovento byl v tomto roce považován za jednoho ze dvou favoritů na vítěze. |
| 2023 | Stuke        | 9   | valach  | velký Taxisův příkop                                             | zlomený vaz                                              | náraz na hranu příkopu po nešťastném odrazu, úmrtí na místě. Odborníci se shodují, že Stuke neměl dost zkušeností a neměl se těžkého dostihu vůbec účastnit. Ani jezdec Benoit Claudit neměl dostatek zkušeností (byl angažovaný jako náhradník na poslední chvíli, původní jezdec se pro zranění účastnit nemohl). Stuke se dostal k překážce jako první (což by začátečníci nikdy neměli), lekl se jí, před odrazem vybočil a způsobil tak hromadný pád i ostatních koní. |

1. ↑  Bulfinš byla překážka použitá pouze v 1. ročníku (č. 23, tj. předposlední). Tvořili ji mladé stromky vysoké asi 185 cm v dřevěném rámu. Koně jimi měly proskakovat. Pro velký počet pádů a jedno úmrtí byla v 2. ročníku nahrazena obyčejnou proutěnou překážkou.[13][23]
2. ↑  Klip, jenž zahynul roku 2008, pocházel ze stejné stáje jako Amant Gris, který v tomtéž dostihu sice zvítězil, ale byl diskvalifikován pro drobné odchýlení od trasy. K dovršení neštěstí majitel stáje, Josef Hájek, který stáj za velikého úsilí vybudoval, zemřel v noci po dostihu; byl již dlouho těžce nemocný.[31]

Dle uhynul v roce 1989 na následky naprostého vyčerpání i Blacktorn (13 let, valach, po doběhnutí (6. místo)) a to na zpáteční cestě do domovské Anglie necelých 48 hodin po dostihu v přepravním voze. Dle však Blacktornovo úmrtí po několika letech zpětně vyvrátil jeho majitel a jezdec William Ritson. Blacktorn byl jediný ze čtyř anglických koní, který dostih v roce 1989 dokázal dokončit. Angličané se tento rok Velké pardubické zúčastnili po velmi dlouhé odmlce.
Fatální zranění utrpěla v roce 1996 i klisna Pamep Galaxy, ovšem nikoli při hlavním dostihu. V rámcovém dostihu přišla o svého jezdce a při následném pobíhání po závodišti se dostala až k velkému Taxisovu příkopu, který se pokusila sama přeskočit, což se jí stalo osudným.
V historie Velké pardubické steeplechase se však odehrálo i několik velmi vážných situací s dobrým koncem:
- V roce 1967 spadla na úplně poslední proutěné překážce klisna Lukava. Po pádu zůstala ležet na zemi a pohybovat mohla pouze hlavou. Příčinou náhlého pádu snad mohl být srdeční kolaps. Naštěstí po injekci od veterináře se dokázala postavit[76] a mohla sama odejít ze závodiště.[17] Při odchodu sklidila od diváků stejně velký potlesk jako vítěz dostihu, neboť do chvíle pádu na poslední překážce se zdála být jasnou vítězkou.[75][2] Úraz naštěstí neměl na zdraví Lukavy ani dlouhodobé následky, podle startovních listin se dokonce Velké pardubické steeplechase účastnila i v letech následujících (1969, 1970, 1971 a 1972).[53]
- V roce 1991 si hřebec Garnizon zlomil krček lopatky ve zcela vyschlém velkém vodním příkopu. S tak závažným zraněním nemohl být převezen domů na Kavkaz, takže jeho majitel měl v úmyslu nechat jej utratit. Před smrtí Garnizona zachránil zootechnik Ludvík Lekeš, který si převzal po dohodě s jeho majitelem koně. V péči Ludvíka Lekeše se Garnizon uzdravil a několik let pak i působil v chodu.[25]
- V roce 1993 se po zdolání poslední proutěné překážky zastavil zcela vyčerpaný valach Farad. V té chvíli do cíle zbývalo jen 200 metrů, byl na druhém místě a v dostihu zůstali z celého startovního pole pouze dva koně. Faradův jezdec Zdeněk Matysík nechtěl koně trápit. Nenutil jej proto běžet dál, dokonce ani dojít zbývající kousek do cíle krokem, aby získal 2. místo, a tedy i odměnu 250.000 Kč. Proto sesedl a dostih vzdal. Za své čestné jednání si Zdeněk Matysík vysloužil velký potlesk od všech diváků a později byl i oceněn od Klubu fair play Českého olympijského výboru za sportovní přístup.[29][98] Dle[25] byla majiteli koně odměna za druhé místo vyplacena.

## Rámcové dostihy
Název Velká pardubická se vžil pro označení celého dostihového víkendu. Hlavní program se odehrává v neděli, kdy se koná osm dostihů. Posledním a hlavním nedělním dostihem je samotná Velká pardubická steeplechase (se startem obvykle v 16:00).
Většina rámcových dostihů (tj. dostihů doprovodného programu) má, stejně jako dostih hlavní, dlouhou, slavnou a pozoruhodnou historii.
Program doprovodných závodů tvoří (či tvořily) následující dostihy. :
- Cena Labe: 1964–současnost, steeplechase cross-country, vrcholný dostih pro koně, kteří se ještě nemohou účastnit Velké pardubické steeplechase pro nízký věk (tj. do 6 let)
- Cena Vltavy: 1909–současnost, steeplechase cross-country, dostihu se účastní mnoho koní i jezdců, kteří v dalších letech nastoupí i v Ceně Labe a Velké pardubické steeplechase
- Memoriál kapitána Rudolfa Poplera: 1925–současnost, steeplechase cross-country. Dostihu se tradičně účastnili koně a jezdci, kteří téhož dne startovali v hlavním dostihu, ale závod nedokončili a zbýval jim ještě dostatek sil
- Cena České asociace steeplechase (dříve Cena Váhu): 1955–současnost
- Stříbrná trofej (dříve Cena Paramo): 1994–současnost, rychlostní steeplechase obsahující pouze proutěné překážky
- Křišťálový pohár: 1955–současnost, rychlostní steeplechase obsahující pouze proutěné překážky, koná se tradičně den před hlavním dostihem
- Zlatá spona tříletých: 1955–současnost, steeplechase pouze s proutěnými překážkami, dostih určený pro nejmladší koně
- Cena Laty Brandisové: 2015–současnost, steeplechase cross-country, dostih určený pouze pro klisny (od čtyř let výše)
- Cena Jana Kašpara: 2015–2020, steeplechase cross-country, dostih byl zrušen během pandemie covidu-19 a poté již nebyl obnoven
- Cena Volhy: 1955–1964, hlavní dostih úvodního dne Mezinárodního překážkového meetingu

Pozor: Názvy dostihů se v dlouhé historii často měnily. V seznamu jsou uvedeny jen poslední pojmenování.

## Obdobné dostihy ve světě
Velké světové steeplechase není možné přímo srovnávat, neboť každá z nich má svá výrazná specifika. Dostihy, které podobně jako Velká pardubická steeplechase mají celosvětový věhlas, mimořádně vysokou náročnost a dlouhou historii, jsou tyto:
| Název                        | Místo konání                         | Vznik | Délka trati | Počet překážek | Poznámka |
| ---------------------------- | ------------------------------------ | ----- | ----------- | -------------- | --- |
| Grand National               | Anglie, Liverpool, závodiště Aintree | 1836  | 6907 m      | 30             | Vznik Velká pardubické steeplechase byl inspirovaný tímto dostihem |
| Grand Steeple-Chase de Paris | Francie, Paříž, závodiště Auteuil    | 1874  | 6000 m      | 23             | O 5 měsíců starší než Velká pardubická steeplechase, zdejší tribunní skok je podobně ikonický (a obtížný) jako velký Taxisův příkop                                                                               |
| Grand Premio Merano          | Itálie, Merano                       | 1935  | 5000 m      | 24             | |
| Maryland Hunt Cup            | USA, Maryland, Worthington Valley    | 1894  | 4 míle      | 22             | Dostih si uchovává komorní a rustikální atmosféru, nesmí sem bookmakeři a není tu ani tribun pro diváky ani stabilní zázemí. Mezi překážkami jsou i velmi obtížné a nebezpečné 150 cm vysoké pevné dřevěné ploty. |
| La Touche Memorial Cup       | Irsko, Punchestown                   | 1922  | 6800 m      | 30 až 35       | Trať dostihu se každý rok obměňuje |
| Great Northern Steeplechase  | Nový Zéland, Ellerslie               | 1885  | 6400 metrů  | ?              | Od roku 2022 se dostih koná na závodišti Te Rapa |
| Nakayama Grand Jump          | Japonsko, závodiště Nakajama         | 1999  | 4250 m      | 10             | Dostih je proslulý především velmi vysokou dotaci (1 011 773 $ v roce 2023) a velmi vysokým tempem, překážky jsou téměř výhradně proutěné.                                                                        |